# Lengyelországi hadjárat
Lengyelország megszállását 1939-ben a hitleri Német Birodalom, a sztálini Szovjetunió és egy kisebb németbarát szlovák kontingens hajtotta végre. Ezzel a hadjárattal kezdődött el a hat éven át tartó második világháború. A konfliktust a lengyelek szeptemberi hadjáratnak (kampania wrześniowa), a németek lengyelországi hadjáratnak (Polenfeldzug) nevezik, a német vezérkar pedig Fehér hadműveletként (Fall Weiss) utalt rá, de néha egyszerűen lengyel szeptemberi háború vagy 1939-es lengyel–német háború néven említik.
A történettudomány a lengyelországi inváziót tekinti a második világháború európai kezdetének. Ez volt ugyanis a kiváltó oka a Lengyelország szövetségesei – az Egyesült Királyság, Ausztrália és Új-Zéland – által szeptember 3-án Németországnak küldött hadüzenetnek. Őket hamarosan több ország is követte, többek közt Franciaország, Kanada, Norvégia és a Dél-afrikai Köztársaság. A hadjárat 1939. szeptember 1-jén kezdődött, egy héttel a Molotov–Ribbentrop-paktum megkötése után, és 1939. október 6-án ért véget Lengyelország teljes német és szovjet megszállásával. Bár az Egyesült Királyság és Franciaország a támadás után hadat üzent Németországnak, érdemleges katonai segítséget egyik ország sem nyújtott a lengyeleknek (furcsa háború).
Az 1939. augusztus 31-én végrehajtott, németek által megrendezett „lengyel támadást” (gleiwitzi incidens) követően szeptember 1-jén a német csapatok három oldalról törtek be Lengyelországba: északról, délről és nyugatról. A hosszú határszakaszon szétszóródott lengyel hadseregnek hamar vissza kellett vonulnia keleti irányba. Miután szeptember közepén a lengyelek elveszítették a bzurai csatát, a németek vitathatatlan fölénybe kerültek. Ezután a lengyel csapatok délkelet felé vonultak vissza, követve azt a tervet, mely hosszú védekezésre épült a romániai hídfőnél. Eszerint itt kellett kivárniuk a feltételezett szövetséges ellentámadást, amely kisegítette volna a lengyeleket a szorult helyzetből.
1939. szeptember 17-én a szovjet Vörös Hadsereg a németekkel együttműködve betört Lengyelország keleti részeibe. A szovjetek ezzel érvényesítették a Molotov–Ribbentrop-paktum titkos záradékát, amelyben felosztották Kelet-Európát német és szovjet érdekszférára. A második front létrejöttével a lengyel kormány belátta, hogy a romániai hídfő további védelme nem lehetséges, és elrendelte a csapatok kimenekítését a semleges Romániába. Október 1-jére Németország és a Szovjetunió teljesen lerohanta Lengyelországot, bár a lengyel kormány soha nem adta meg magát. Emellett a megmaradt szárazföldi és légierőt kimenekítették Romániába és Magyarországra. Később számos menekült csatlakozott az újjászervezett lengyel hadsereghez a szövetséges Franciaországban, az Egyesült Királyságban és a francia gyarmat Szíriában.
A szeptemberi hadjárat következményeként ellenállási mozgalom szerveződött. A lengyel fegyveres erők a háború végéig részt vettek a szövetségesek hadműveleteiben. Németország a Szovjetunió ellen 1941. június 22-én indított támadás során elfoglalta a szovjetek által megszállt lengyel területeket, majd elvesztette azokat a Vörös Hadsereg 1944-es előrenyomulásakor. A háború folyamán Lengyelország háború előtti lakosságának több mint 20%-át vesztette el; a megszállás pedig a második Lengyel Köztársaság végét jelentette.

## Szembenálló felek

### Németország

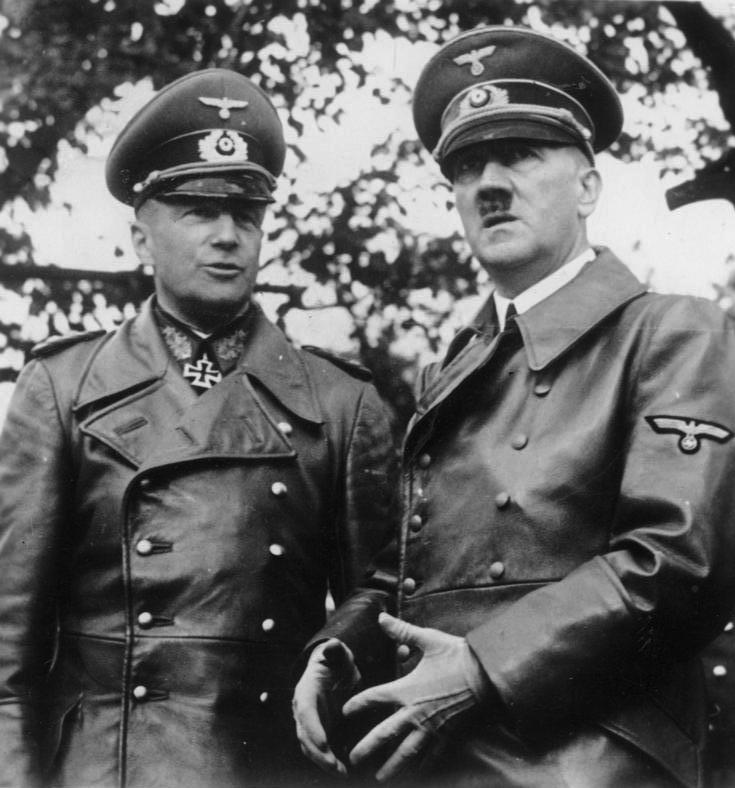
Brauchitsch, a hadjárat főparancsnoka Hitlerrel

Németországnak jelentős számbeli fölénye volt Lengyelországgal szemben, és a támadás előtt erős hadsereget hozott létre. A Heer (Szárazföldi Hadsereg) 2400 harckocsival rendelkezett, melyek hat páncéloshadosztályba voltak beosztva, és újfajta harcmodort alkalmaztak. Eszerint ezeknek a hadosztályoknak szorosan együtt kellett működniük a hadsereg más elemeivel. A feladatuk, hogy rést nyissanak a védelmen, majd az egyes ellenséges egységeket egymástól elszigetelve biztosítsák azok bekerítését és megsemmisítését. Ez a művelet ismétlődött, a páncélosokat pedig a kevésbé mozgékony gépesített gyalogság és a gyalogság követte. A Luftwaffe (Légierő) biztosította a taktikai és stratégiai légifölényt, főként a zuhanóbombázók révén, melyek az ellenséges utánpótlási és kommunikációs vonalakat támadták és zilálták szét. Ezen új módszereket együttesen Blitzkriegnek (villámháború) nevezték. Basil Liddell Hart és Alan John Percivale Taylor angol történészek szerint a lengyelországi hadművelet a „Blitzkrieg-elmélet” tökéletes demonstrációja volt.
A repülőgépeknek fontos szerepük volt a hadjáratban. A bombázók támadtak városokat is, így a terrorbombázás révén súlyos veszteséget okoztak a polgári lakosság körében. A Luftwaffe 1180 harci gépe a következőképpen oszlott meg: 290 Ju 87 „Stuka” zuhanóbombázó, 1100 hagyományos bombázó (főként He 111-esek és Do 17-esek), 550 szállító és 350 felderítő repülőgép. Németországnak összesen majdnem 4000 korszerű repülőgépe volt, ezek közül 2315 vett részt a Lengyelország elleni támadásban. A spanyol polgárháború során szerzett tapasztalatok révén valószínűleg a német Luftwaffe volt a legtapasztaltabb, legjobban képzett és legjobban felszerelt légierő a világon 1939-ben.

### Szovjetunió
Az angol–francia–szovjet tárgyalások során a szovjet vezérkari főnök, Borisz Mihajlovics Saposnyikov azt nyilatkozta 1939 augusztusában, hogy a Szovjetunió egy Németország elleni háború esetén 120 gyalogos és 16 lovas hadosztályt tudna kiállítani, továbbá 5000 közepes- és nehézfegyverzetet, 9-10 000 harckocsit, valamint 5000-5500 bombázó- illetve vadászrepülőgépet lenne képes bevetni. A valóságban azonban a Vörös Hadsereg helyzete kétségbeejtő volt, aminek két fő oka volt: az egyik, hogy a legjobb katonai vezetőket likvidálták, a másik pedig az ipar, és ezen belül pedig a hadiipar helyzete.
„A nagy terror” során „1937 májusától 1938 szeptemberéig represszió áldozata lett az ezredparancsnokok csaknem fele, majdnem az összes dandárparancsnok és katonai körzetparancsnokok, a katonai tanácsok tagjai és a körzetek politikai főcsoportfőnökei, a hadtestek, hadosztályok és dandárok politikai tisztjeinek többsége, az ezredkomisszárok közel harmada, a katonaiskolák tanári karainak számos tagja.”
A szovjet ipar helyzete hasonló volt, mint a Vörös Hadseregé: ez az imponáló számadatok mögötti igen kismértékű termelésnövekedésben, stagnálásban, illetve visszaesésben mutatkozott meg. Ennek megint csak két fő oka volt: az egyik maga a tervutasításos rendszer, a harmadik ötéves terv (1938–1942) irreálisan előirányzott feladatai; a másik pedig az, hogy a sztálini terror az ipar vezetői közül is sok áldozatot szedett. Az utóbbi miatt „a félelem, az általános gyanakvás, a bizonytalanság mesterségesen kialakított légkörében nagy tere nyílt az új irányító osztály – a karrieristák, törtetők, feljelentők, lógósok, egoisták és rágalmazók – előretörésének”.
A fentiek a hadiiparra is rányomták a bélyegüket: a Szovjetunióban a világháború küszöbén, kezdetén nem működött az új fegyverzetfajták (harci repülőgépek, harckocsik, tüzérségi rendszerek) sorozatgyártása. 1940-ben például, amikor Európában már tombolt a háború, a Szovjetunióban mindössze 20 db MiG–3-as vadászgépet, 2 db Pe–2-es zuhanóbombázót, 64 db Jak–1-es vadászgépet, valamint 115 db T–34-es és 243 db KV–1 harckocsit gyártottak le – annak ellenére, hogy a Szovjetunió költségvetésének kb. egynegyedét költötték honvédelemre.
A helyzetet még rontotta, hogy a pártvezetők (például Sztálin, Zsdanov) közvetlenül és inkompetens módon beleszóltak az egyes fegyverek, fegyvertípusok tervezésébe, akiknek katonai tapasztalatai „valahol a polgárháború korszakának szintjén ragadtak le”. Ilyen jellegű döntések miatt például a háború küszöbén beszüntették a 45 mm-es és 76 mm-es harckocsi-elhárító ágyúk gyártását. Amikor pedig ezért a fegyverkezési népbiztos a KB-bizottság ülésén szót emelt, nemhogy figyelemre se méltatták, hanem 1941-ben le is tartóztatták. Számos konstruktőrt szabotázzsal vádoltak, egyeseket pedig ki is végeztek. „A háborús készülődés rohamában egyébként is gyors ütemben folyt mindenütt a bűnbakkeresés – kivéve a párt- és államirányítást.”
Az, hogy ennek ellenére mégis sikerült sikereket elérni a fegyverek fejlesztésben és gyártásban, az elsősorban azoknak a mérnököknek volt köszönhető, akik közül sokan fogolyként börtönmunkahelyeken, saraskákban dolgoztak, mint például a híres repülőgép-tervező, Andrej Tupoljev.
A fentiek egyik következménye volt, hogy Anglia és Franciaország nagymértékben ingadozott 1939-ben, hogy katonai szerződést írjon alá a Szovjetunióval, mivel kételkedtek a Vörös Hadsereg ütőképességében. Ez pedig különösen a téli háborúban mutatkozott meg, amely után a német vezetés „agyaglábakon álló óriásként” tekintett a Szovjetunióra, és később elég erősnek érezték magukat a hatalmas ország megtámadásához is.

### Lengyelország

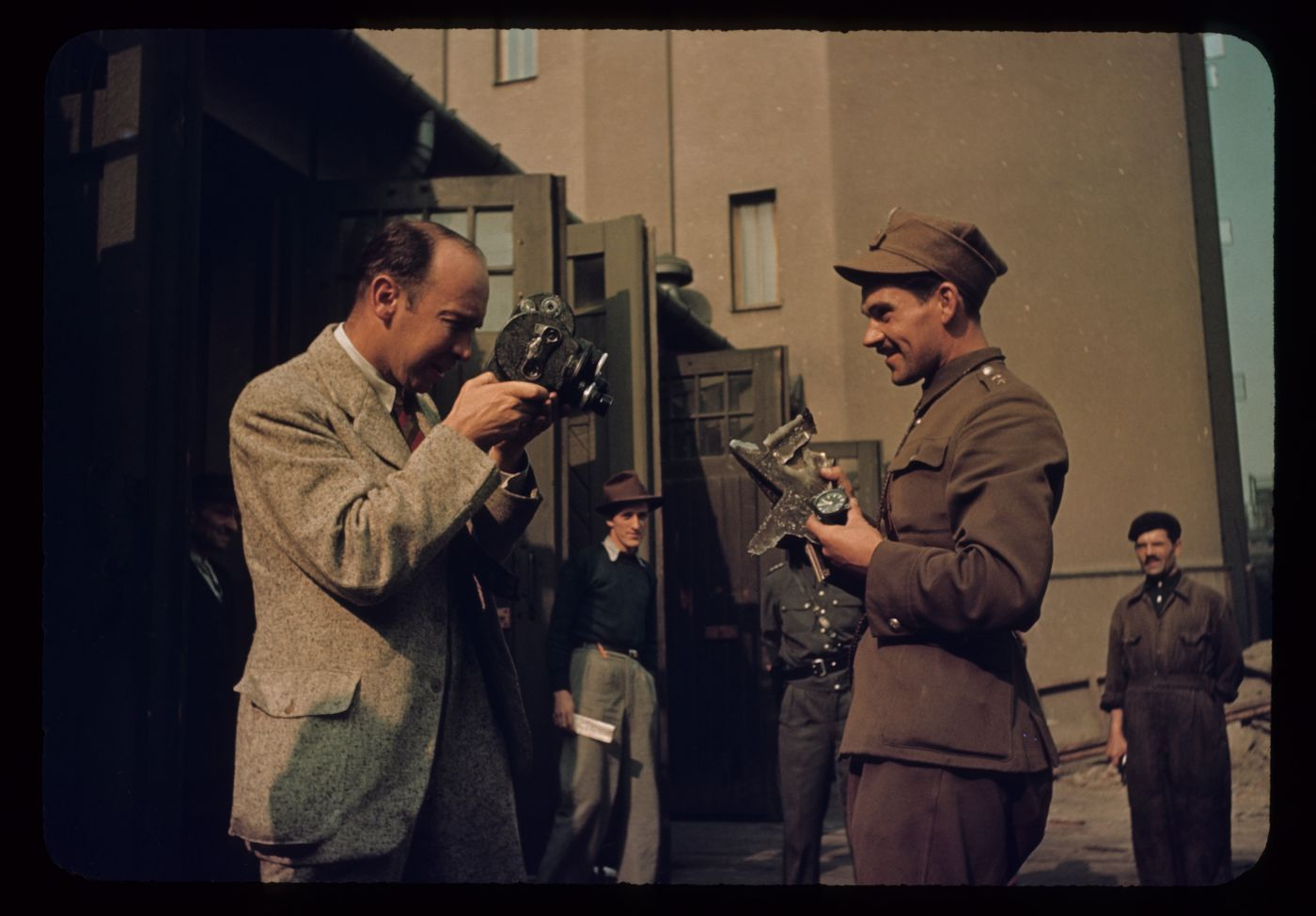
Lengyel katona 1939. szeptember 11-én Varsóban, kezében egy He 111 bombázó maradványával

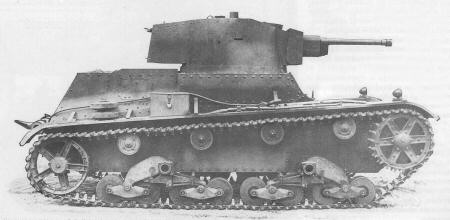
Lengyel 7TP könnyű harckocsi

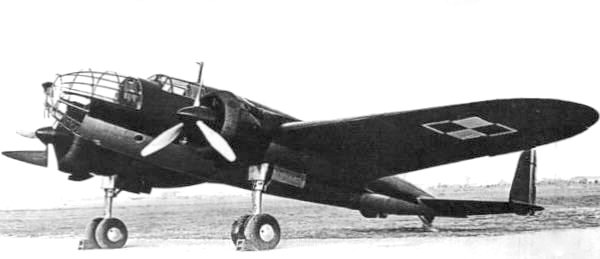
Lengyel PZL.37 Łoś közepes bombázó

1936–1939 között Lengyelország nagy összegeket fordított a Központi Ipari Körzet (Centralny Okręg Przemysłowy) iparosítására. A Németország ellen vívandó védekező háború előkészületei már évek óta folytak, de a háború kezdetét legkorábban 1942-re becsülték. Hogy növelhesse az iparosításra fordítható pénz mennyiségét, Lengyelország az általa gyártott modern felszerelések nagy részét eladta. 1936-ban a lengyel kormány létrehozta a Nemzeti Védelmi Alapot (Fundusz Obrony Narodowej), hogy pénzt gyűjtsön a fegyveres erők harci képességének javítására. A lengyel hadsereg körülbelül egymillió katonával rendelkezett, de szeptember 1-jére kevesebb, mint felüket mozgósították, mivel a nyugati szövetségesek kérésére augusztus 30-áról 31-re halasztották a teljes mozgósítás elrendelését. Akik csak később értek a frontra, súlyos veszteségeket szenvedtek, amikor a Luftwaffe a tömegközlekedést kezdte támadni. A lengyel hadsereg kevesebb páncélossal rendelkezett, mint a németek, valamint ezek az egységek a gyalogság közt voltak szétosztva, így képtelenek voltak hatékonyan felvenni a harcot az ellenséggel.
A lengyel–szovjet háború tapasztalataiból alakították ki a lengyel hadsereg szervezeti és működési doktrínáját. Ellentétben az első világháború „lövészárok-hadviselésével”, a lengyel-szovjet háborúban a lovasság mozgékonysága döntő szerepet játszott. Lengyelország felismerte a mobilitás előnyeit, de vonakodott attól, hogy nagy összegeket fektessen az azóta kifejlesztett drága és még kipróbálatlan új találmányokba, és hadseregét felszerelje velük. Ennek ellenére a lengyel lovas dandárokat mobil lovas gyalogságként használták, amelyek bizonyos sikereket értek el a német gyalogság és lovasság ellen.
A Lengyel Légierő súlyos hátrányban volt a Luftwafféval szemben, jóllehet a közhiedelemmel ellentétben a lengyel légierőt nem semmisítették meg még a földön. Bár hiányoztak a modern vadászgépek, a lengyel pilóták a világ legképzettebbjei közé tartoztak. Ez az angliai csatában be is bizonyosodott, mivel a lengyel pilótáknak fontos szerepük volt a Luftwaffe legyőzésében.
Összességében a németek számbeli és minőségbeli légi fölényt élveztek. Lengyelországnak csupán mintegy 600 korszerű repülőgépe volt. A Lengyel Légierő (Lotnictwo Wojskowe) körülbelül 185 PZL P.11, 95 PZL P.7, 175 PZL.23 Karaś A és 35 PZL.23 Karaś B típusú vadászgéppel rendelkezett, és szeptemberig több mint 100 PZL.37 Łoś típusú gépet gyártottak. Emellett ezernél több elavult szállító-, felderítő- és kiképzőgépe volt. Azonban a szeptemberi hadjáratban ezeknek a gépeknek csak nagyjából 70%-át mozgósították, és mindössze 36 PZL.37 Łoś bombázót vetettek be. A gépek egytől egyig lengyel tervezésűek voltak. A bombázók korszerűbbek voltak a vadászgépeknél, mivel Ludomił Rayski légierő-fejlesztési tervének középpontjában egy erős bombázó haderő kialakítása szerepelt. A lengyel vadászrepülőgépek fejlesztésre emellett negatívan hatott az is, hogy az abban kulcsszerepet játszó tervező, Zygmunt Puławski 1931-ben egy repülőgép-balesetben életét vesztette. A lengyel vadászgépek egy generációval régebbiek voltak, mint a németek. A PZL P.11 típusú vadászgépeket az 1930-as évek elején gyártották, és végsebességük csak 365 km/h volt, amely messze elmaradt a német vadászgépek sebességétől, de még a bombázókétól is. Ennek kompenzálása érdekében a pilóták a gép jó manőverező képességét és nagy zuhanósebességét használhatták ki.
A Lengyel Haditengerészet viszonylag kis flottával rendelkezett, amelyet rombolók, tengeralattjárók és kisebb kisegítő hajók alkottak. A legtöbb felszíni egység a Peking-hadművelet keretében augusztus 20-án elhagyta a lengyel kikötőket, hogy az Északi-tengeren csatlakozzanak a brit Királyi Haditengerészethez. A tengeralattjárók részt vettek a Worek-hadműveletben, amelynek célja az volt, hogy fennakadást okozzanak a balti-tengeri német hajóforgalomban, de ez nem járt sikerrel. Emellett a Lengyel Kereskedelmi Flotta számos hajója csatlakozott a brit kereskedelmi flottához és vett részt a háborús szállítókonvojokban.
A páncélos erők két páncélos dandárból, 4 független harckocsi zászlóaljból és 30 századnyi, a gyalogsághoz és a lovassághoz beosztott TKS kisharckocsikból álltak.

## A hadjárat előzményei
Molotov szerint az első világháború két legtöbbet szenvedő országa Németország és Oroszország volt. Az mindenesetre tény, hogy (Szovjet-)Oroszországnak maga a háború, majd az azt követő polgárháború és intervenció hatalmas anyagi és emberi áldozatokat okozott, továbbá nagy területeket csatoltak el a birodalomtól Európában, amelyeken a győztesek a régi-új országokból egyfajta „cordon sanitaire”-t alakítottak ki a kommunizmus továbbterjedésének megakadályozása végett. Az újdonsült Szovjet-Oroszország így Németországgal együtt diplomáciailag teljesen elszigetelődött.
A két ország a nemzetközi elszigeteltségből az 1922-ben megkötött rapallói egyezménnyel lépett ki: ebben felvették egymással a diplomáciai kapcsolatokat, amely után széles körű gazdasági és katonai együttműködés alakult ki a két ország között. A rapallói egyezmény további fontos eredménye volt, hogy 1924-ben több európai ország is elismerte a Szovjetuniót. Sztálin és a szovjet külpolitika célját a rapallói egyezmény óta már egy szorosabb német-szovjet szövetség képezte.
A hivatalos szovjet propaganda ellenére (pl. „a proletárdiktatúra” állandó fenyegetettségének hangoztatása) azonban a szovjet vezetés egyáltalán nem adta fel az (orosz) expanzív törekvéseket: vagyis az egykori cári birodalom elvesztett területeinek visszaszerzését (ill. ha lehetséges, akkor még azoknál is többet). Csakhogy ezeket a törekvéseket most már nem a pánszlávizmussal leplezték (mint a cári időkben), hanem a kommunizmus terjesztésével a „dolgozók felszabadítása” érdekében – így nyíltan nem is hangoztatták. Sztálin külpolitikai céljaihoz potenciális szövetségesként tekintett a német nemzetiszocialistákra, mivel azok egyik fontos célja is a Párizs környéki békeszerződések megszüntetése volt – az ideológiai különbségek és két országban egymás ellen folyó propaganda ellenére.
„A német kommunisták azt az utasítást kapták Moszkvából, hogy folytassanak kíméletlen harcot a szociáldemokráciával, különösen annak baloldali szárnyával, ezért gyakran összefogtak a nácikkal is. A történészek körében igen elterjedt az a vélemény, hogy Sztálin, miközben hatalomra segítette Hitlert, abból indult ki, hogy »Hitler mai győzelme a kommunisták holnapi diadalát« jelenti. Ezt a jelszót visszhangozták a harmincas évek elején a német kommunista körök is.”
Németországban 1933-ban az Adolf Hitler vezette Nemzetiszocialista Német Munkáspárt került hatalomra. Hitler először barátságos külpolitikát folytatott Lengyelországgal, ami 1934-ben érte el csúcspontját a német–lengyel megnemtámadási egyezmény aláírásával. A külpolitika eleinte arra irányult, hogy Lengyelország belépjen az antikomintern paktumba, és ezzel Szovjetunió-ellenes együttműködés jöjjön létre. Németország a Szovjetunió rovására kívánt területekhez jutni, életteret (Lebensraum) szerezni, és Nagy-Németország (Großdeutschland) határait kiterjeszteni. Ennek érdekében kilátásba helyezték, hogy Lengyelország is területhez jut határaitól északnyugatra. Ám ezért olyan engedmények megtételére lett volna szükség, amelyek révén erős német befolyás érvényesült volna az országban, amely így szinte csatlós állammá vált volna.
A szovjet területek mellett a németek a lengyelektől is területeket akartak megszerezni, ugyanis Kelet-Poroszországot az úgynevezett „danzigi korridor” választotta el a birodalom többi részétől. A németek nagy része még Danzig Szabad Városát is vissza akarta csatolni Németországhoz. Danzig lakossága túlnyomó részt németekből állt, a korridor viszont régóta viták alapját képezte Lengyelország és Németország közt. A versailles-i békeszerződést követően a korridor Lengyelországhoz került, ami miatt a lakosság összetétele is megváltozott. Hitler szerette volna megakadályozni a terület „ellengyelesedését” és ígéretet tett a korridorban, illetve a népszövetségi ellenőrzés alatt lévő Danzig városában élő németeknek, hogy „felszabadítja” őket.
Az 1938-as müncheni egyezményt követően Lengyelország is részesedett a felosztott Csehszlovákiából. Az egyezményben Csehszlovákiát többek közt arra kötelezték, hogy adja át Český Těšín városát Lengyelországnak. A németek ultimátuma 1938. szeptember 30-án lépett életbe, amit október 1-jén a csehszlovákok is elfogadtak.

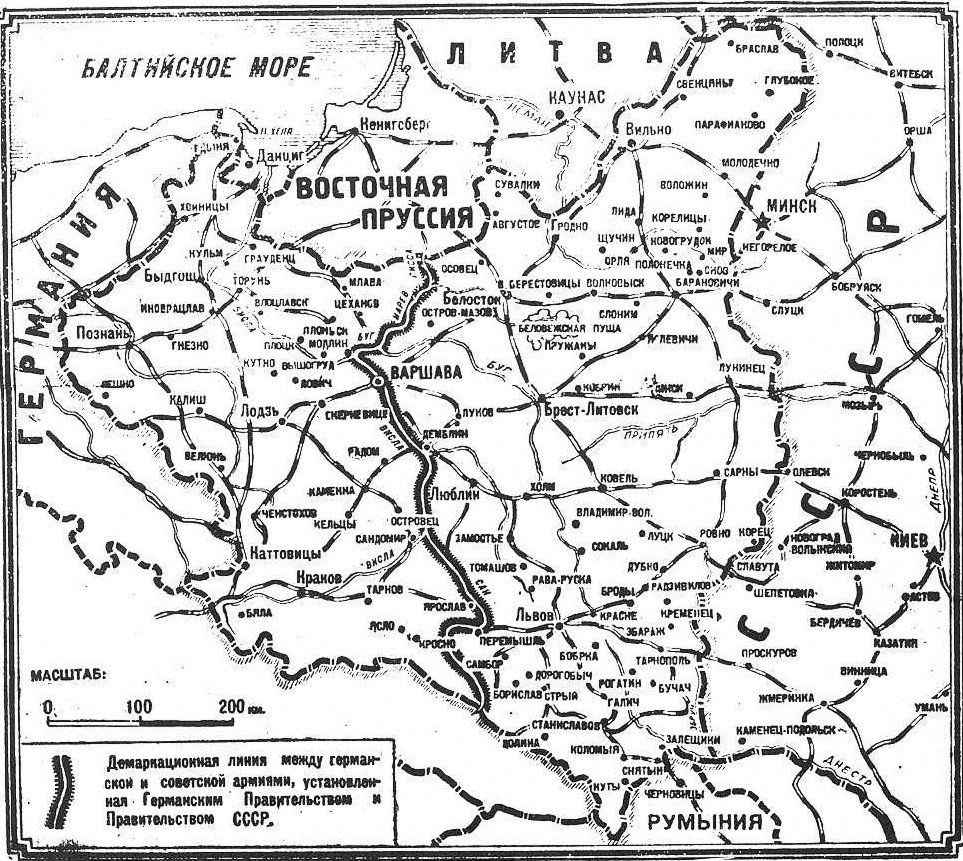
Az egyezményes német–szovjet demarkációs vonal 1939. szeptember 17-én, az Izvesztyija szerint

Később a Danzig birtoklására irányuló német törekvések megerősödtek, mikor a németek egy autópályát terveztek, amely Danzig és a Birodalom többi része között biztosított volna összeköttetést, természetesen a danzigi korridoron keresztül. Ezt a tervet a lengyelek elutasították, ugyanis attól tartottak, hogy a csehekhez hasonlóan ők is elveszítik függetlenségüket. Ezen kívül a lengyelek nem is bíztak Hitlerben. Ezzel egy időben a németek együttműködtek a lengyelellenes Ukrán Nacionalista Szervezettel (Orhanizacija Ukrajinszkih Nacionalisztiv), ami tovább rontotta a németek hitelét a lengyelek szemében. Erre a britek is felhívták Lengyelország figyelmét.
Március 30-án az Egyesült Királyság és Franciaország támogatásáról biztosította Lengyelországot, ugyanakkor egyik ország sem akart egy esetleges támadás esetén segíteni az ország védelmében. A brit miniszterelnök, Neville Chamberlain és a brit külügyi államtitkár Lord Halifax, Hitlerhez hasonlóan azt remélték, hogy sikerül megegyezni Danzig és a danzigi korridor ügyében. Ezzel Chamberlain és az őt támogatók azt hitték, hogy elkerülhető a háború, és Németország meghagyná Lengyelország maradék részét. Ugyanakkor a Közép-Európa feletti német hegemónia is kérdés volt.
A növekvő feszültségek miatt a németek agresszívabb diplomáciába kezdtek. 1939. április 28-án Németország egyoldalúan felmondta az 1934-ben kötött német–lengyel megnemtámadási egyezményt és az 1935-ben kötött londoni flottaegyezményt. Ezenkívül 1939 elején Hitler elrendelte, hogy dolgozzák ki Lengyelország megtámadásának katonai tervét.
Az utolsó lépés volt a háború irányába az augusztus 23-án, Moszkvában megkötött Molotov–Ribbentrop-paktum is, amelyet a szovjet külpolitika hosszú évek munkájával hozott tető alá (mint Sztálin egyik régóta dédelgetett nagy tervét), és amelyhez a végső lökést tkp. Hitler Lengyelországgal kapcsolatos terveinek sürgőssége adta (a megegyezést különben a Pravda „békepaktumnak” ill. a „béke eszközének” nevezte).
A megállapodás a francia és brit külpolitika kudarcának is tekinthető, hiszen ezen országok is szövetséget akartak kötni a Szovjetunióval, bár a tárgyalások mindkét fél részéről meglehetősen vontatottan haladtak. A franciák és a britek egyrészt nem tudtak területeket felajánlani Sztálinnak, másrészt pedig egy esetleges Németország elleni háború esetén Lengyelország amúgy sem engedte volna meg, hogy a területén szovjet csapatok haladhassanak át. Valószínűbb, hogy a tárgyalások célja Sztálin részéről inkább taktikai jellegű volt: vagyis hogy Hitlert gyorsabb döntésre kényszerítsék a szovjet szövetség irányába.
Végső soron a paktum megkötésével (amiben a Szovjetuniónak is nagy szerepe volt) vált lehetővé a második világháború megindulása. Ezzel a lépéssel a németek biztosították, hogy egy esetleges Lengyelország elleni támadás esetén (valamint a későbbi észak- és nyugat-európai hadjáratok során) nem ütköznek szovjet ellenállásba. A paktumnak volt egy titkos záradéka is, amelyben Kelet-Európa két érdekszférára való felosztása szerepelt. Ennek a záradéknak az értelmében Lengyelország nyugati egy harmada Németországhoz, keleti két harmada pedig a Szovjetunióhoz kerül.
A németek eredetileg augusztus 26-án hajnali 4 órára tervezték a támadás kezdetét, de augusztus 25-én a britek és a lengyelek aláírták a lengyel–brit közös védelmi egyezményt, mintegy kiegészítve a korábban megkötött Francia-Lengyel Katonai Szövetséget. Ebben a szerződésben az Egyesült Királyság elkötelezte magát Lengyelország védelme mellett, és garantálta a lengyelek függetlenségét. Ugyanakkor a britek és a lengyelek jelezték Berlin számára, hogy nyitottak a további tárgyalások felé. Hitler ezzel szemben a háború kirobbanásában reménykedett. A britek diplomáciai lépéseinek következtében Hitler elhalasztotta a támadást szeptember 1-jéig. Kisebb csapatok alkalmanként átkeltek a lengyel határon, de a német sajtó szlovák fanatikusoknak állította be a határsértő egységeket.
Augusztus 26-án Hitler próbálta rábeszélni a francia és brit vezetőket arra, hogy ne avatkozzanak be a konfliktusba, sőt Hitler még azt is felajánlotta, hogy ha a briteknek később katonai segítségre lesz szükségük a Wehrmacht segítségére számíthatnak. Mindenesetre a tárgyalások meggyőzték Hitlert, hogy nagyon kicsi annak az esélye, hogy a szövetségesek hadat üzennek Németországnak, vagy ha mégis, akkor az Lengyelország területének megszállása miatt lesz. A megszállás után viszont a németek számára kedvező feltételekkel tudnak békét kötni. Mindeközben nagy magasságú felderítő repülések, és határon átnyúló csapatmozgások jelezték, hogy a háború a küszöbön áll.

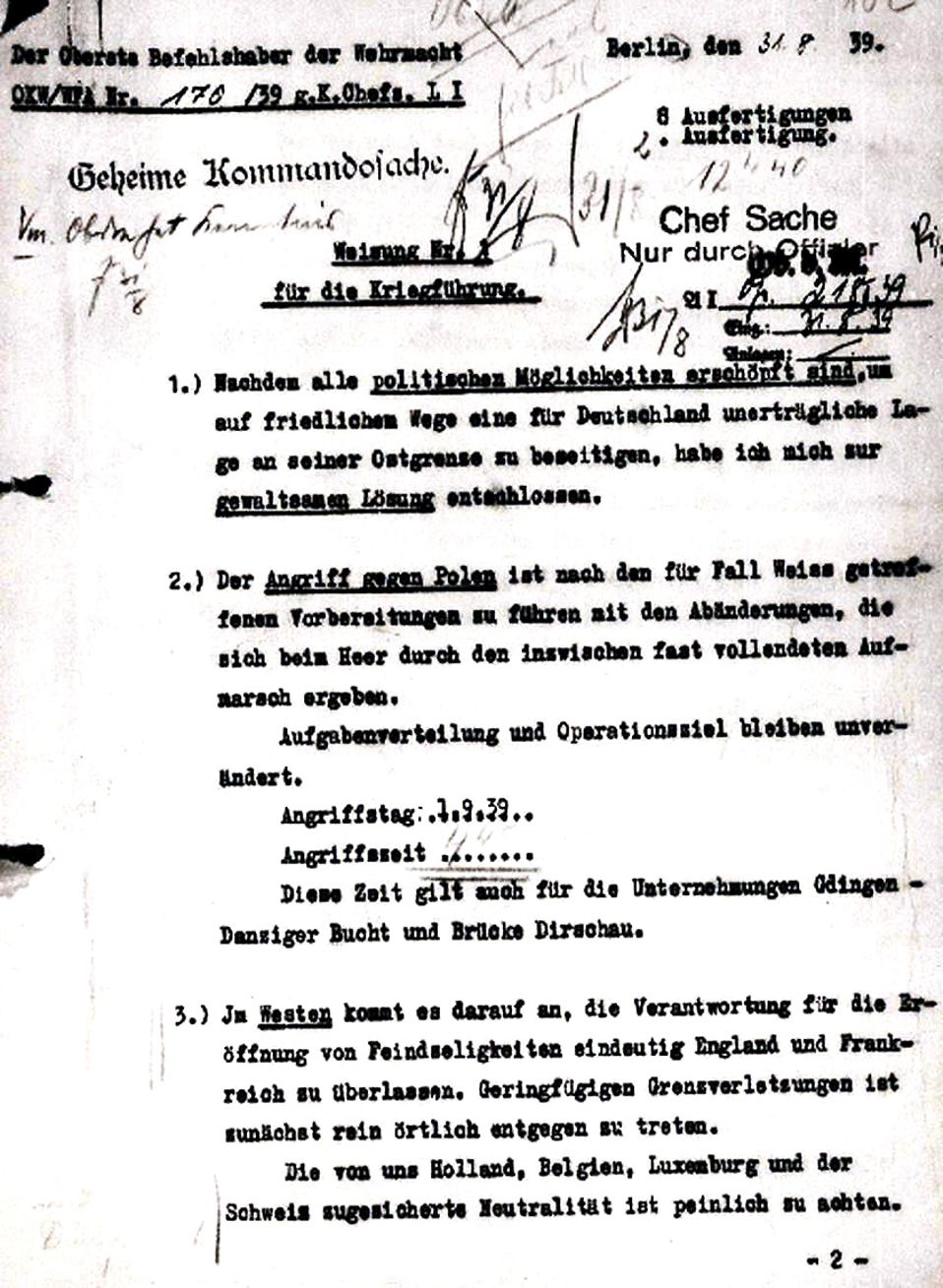
Adolf Hitler 1939. augusztus 31-én kiadott parancsa, mely Lengyelország megtámadásáról rendelkezik

1939. augusztus 29-én a britek nyomására a németek még egy utolsó diplomáciai lehetőséget adtak a lengyeleknek a „fehér hadművelet” megindítása előtt. Augusztus 29-én éjfélkor a német külügyminiszter, Joachim von Ribbentrop átvett egy listát a brit nagykövettől, Sir Neville Hendersontól, amelyen a németeknek kínált ajánlatok voltak, és talán biztosíthatta volna a békét Lengyelország számára. A brit ajánlat szerint Danzig visszakerült volna Németországhoz, a danzigi korridor kérdésében pedig népszavazás döntött volna. A két ország a területükön maradt kisebbségi lakosságot pedig kicserélte volna egymással. A lengyelek egy teljhatalmú küldöttséget küldtek Berlinbe, hogy másnap aláírják a szerződést. A brit kormány a feltételeket elfogadhatónak találta, bár a lengyel küldöttség követelése nem tetszett neki. Augusztus 30-án a lengyel nagykövet, Józef Lipski találkozott Ribbentroppal, és mondta neki, hogy nincs felhatalmazása aláírni az egyezményt. Ezt követően Ribbentrop elküldte lengyel kollégáját. Az esetet később úgy közvetítették, hogy Lengyelország elutasította Németország ajánlatát, így a tárgyalások végérvényesen befejeződtek.
Augusztus 30-án a Lengyel Haditengerészet rombolói áthajóztak Nagy-Britanniába, ezzel végrehajtva a Peking hadműveletet. Ugyanezen a napon Edward Rydz-Śmigły lengyel tábornagy bejelentette a lengyel csapatok mozgósítását. A franciák próbálták rábírni a tábornagyot, hogy vonja vissza a parancsot, mivel még reménykedtek a diplomáciai megoldás sikerében. A franciák ekkor még nem voltak tisztában azzal, hogy a németek is mozgósították csapataikat a lengyel határon. Augusztus 31-én este a németek megrendeztek egy látszólagos lengyel támadást a felső-sziléziai Gleiwitzben található rádiótorony ellen. Az eset később gleiwitzi incidens néven híresült el. 1939. augusztus 31-én Hitler ellenségnek nyilvánította Lengyelországot és elrendelte a német csapatoknak, hogy másnap hajnalban 4 óra 45 perckor kezdjék meg a támadást. A korábbi tétovázás miatt a lengyelek a tervezett haderő mindössze 70%-át tudták időben mozgósítani, és sok csapat még úton volt a kijelölt állása felé.

## A hadjárat részletei

### Tervek

#### A német terv

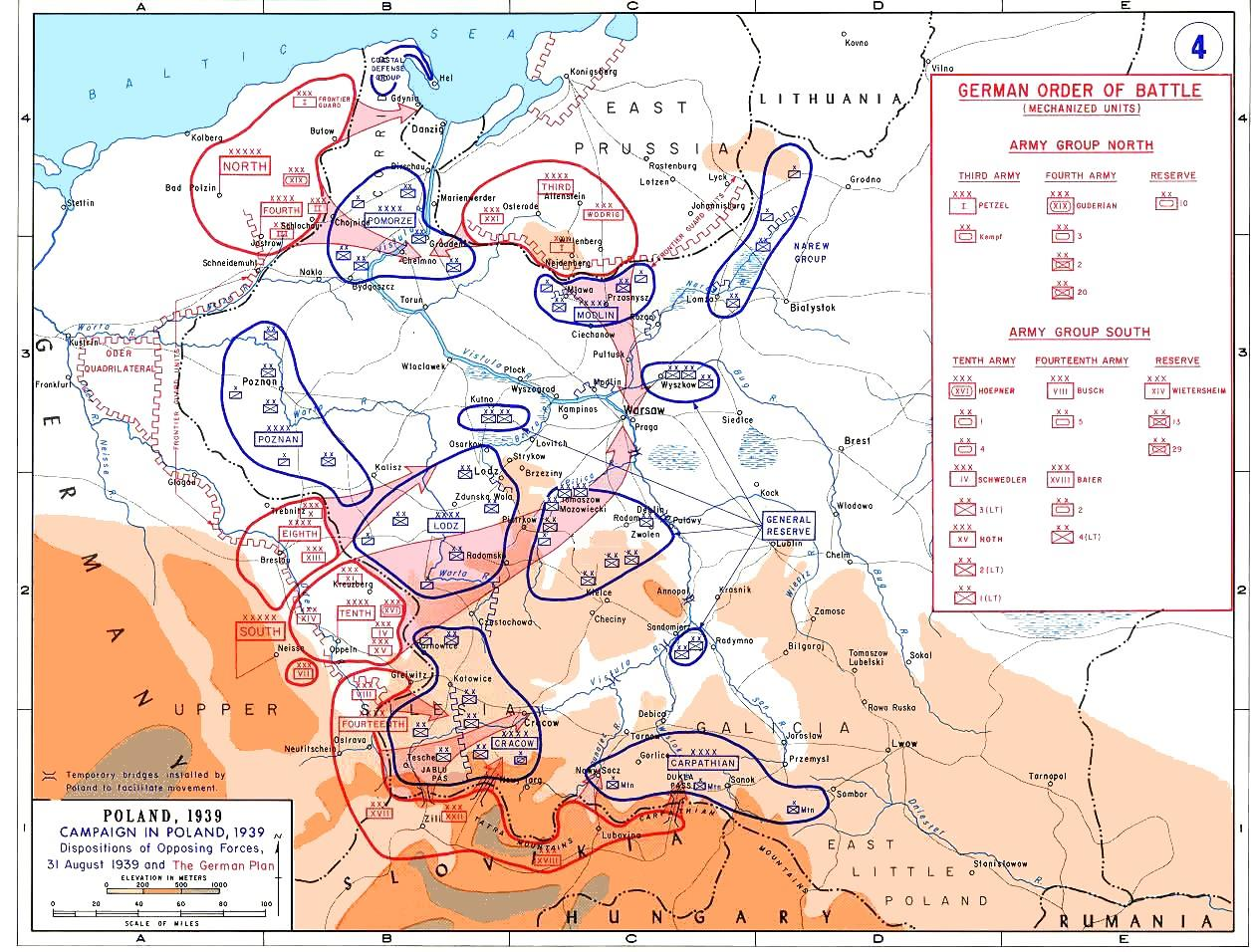
A szembenálló felek elhelyezkedése 1939. augusztus 31-én. A térképen a németek támadási terve látható

A Fehér hadműveletet, más néven a Lengyelország elleni hadjáratot a német hadsereg vezérkari főnöke, Franz Halder tábornok tervezte, és a főparancsnok, Walther von Brauchitsch tábornok irányította. A hadműveletet már a német hadüzenet előtt, a lengyel-német viszony megromlásakor elkezdték tervezni. A terv a hagyományos katonai tételekre alapozott, azaz az ellenséges csapatok bekerítésére és megsemmisítésére. Németország anyagi fölénye, beleértve a modern légierőt és harckocsikat, óriási előnyt jelentett. A német gyalogságot – amely bár nem volt teljesen gépesített, de mozgékony tüzérséggel és hadianyag támogatással rendelkezett – harckocsik és néhány teherautón szállított gyalogos egység segítette. Az ilyen gyalogos egységek, az úgynevezett Schützen-ek voltak a későbbi páncélgránátos (Panzergrenadier) alakulatok előfutárai. A gyalogság ilyen fajta segítsége azért volt fontos, mert így gyorsabban odaértek a frontszakasz adott részéhez, ahol nagy erőket felvonultatva áttörtek és elszigetelték egymástól az ellenséges csapatokat, akiket ezután könnyebben körülvehettek, majd megsemmisíthettek. Néhány tábornok, köztük Heinz Guderian, a háború előtt megalkotott páncélos hadviselés elméletet (melyet egy amerikai újságíró Blitzkriegnek nevezett el 1939-ben) támogatta. Ez annyiban tért volna el az eredeti tervtől, hogy itt a páncélos alakulatok lyukakat ütnek az ellenséges védelmi vonalakon, majd mélyen benyomulnak az ellenséges területekre. Ennek ellenére a Lengyelországi hadjárat még inkább a hagyományos hadviselésre alapozott. Ugyanakkor a hadművelet felnyitotta a német hadvezetés szemét, akik addig a páncélos haderőt főként a gyalogság támogatására használták.
A lengyelországi viszonyok igen kedvezőek voltak a mobil hadviselés számára, amennyiben az időjárás is megfelelő volt. Lengyelországon óriási síkságok voltak, valamint az ország mintegy 5600 km-nyi határvonallal rendelkezett, amelyből északi és nyugati irányban 2000 km-en érintkezett Németországgal. Ezt a határszakaszt újabb 300 km-rel hosszabbította meg az 1938-ban létrejött müncheni egyezmény, amely Csehországot és Morvaországot is Németországhoz csatolta, valamint létrehozta a német bábállamként működő Szlovákiát. Ezzel a Lengyelország elleni támadás már déli irányból is lehetővé vált.
A németek a hadműveletet úgy tervezték meg, hogy teljesen ki tudják használni a hosszú határszakasz nyújtotta előnyöket, így a támadást három irányból indították.
- A fő támadás Németország felől indult, Lengyelország nyugati határán keresztül. Ezt a támadást a Gerd von Rundstedt tábornok vezette Dél Hadseregcsoport hajtotta végre, Szilézia és Morvaország irányából. A Johannes Blaskowitz tábornok irányítása alatt álló 8. hadsereg Łódź felé, a Wilhelm List tábornok vezette 14. hadsereg pedig Krakkó felé indult meg, majd a lengyelek Kárpátokbeli szárnyát támadta meg. Walther von Reichenau tábornok 10. hadserege, a Dél Hadseregcsoport páncélos alakulataival együtt pedig középen támadott, hogy döntő csapást mérve az ellenálló lengyel csapatokra, egészen az ország szívéig nyomuljon.
- A második támadás az egykori Poroszország északi területéről indult. Ezt a támadást a Fedor von Bock tábornok vezette Északi Hadseregcsoport hajtotta végre, kiegészülve Georg von Küchler tábornok 3. hadseregével és Günther von Kluge tábornok 4. hadseregével. A 3. hadsereg Kelet-Poroszországból déli irányban támadt, a 4. hadsereg pedig nyugati irányba indult, a danzigi korridor ellen.
- A harmadik támadást, Szlovákia irányából a Déli Hadseregcsoporthoz tartozó szlovák alakulatok hajtották végre.
- Lengyelországon belül a helyi német lakosságból álló Selbstschutz alakulatok segítették a támadást, kisebb szabotázsakciók végrehajtásával. Ezen alakulatok kiképzését már a háború előtt elkezdték.

Mindhárom támadás végső célpontja Varsó volt, ahol később a németeknek sikerült körbezárniuk a lengyel hadsereg nagy részét a Visztula nyugati partján. A Fehér hadműveletet 1939. szeptember 1-jén indították meg. Ez volt a második világháború első hadművelete Európában.

#### A lengyel terv

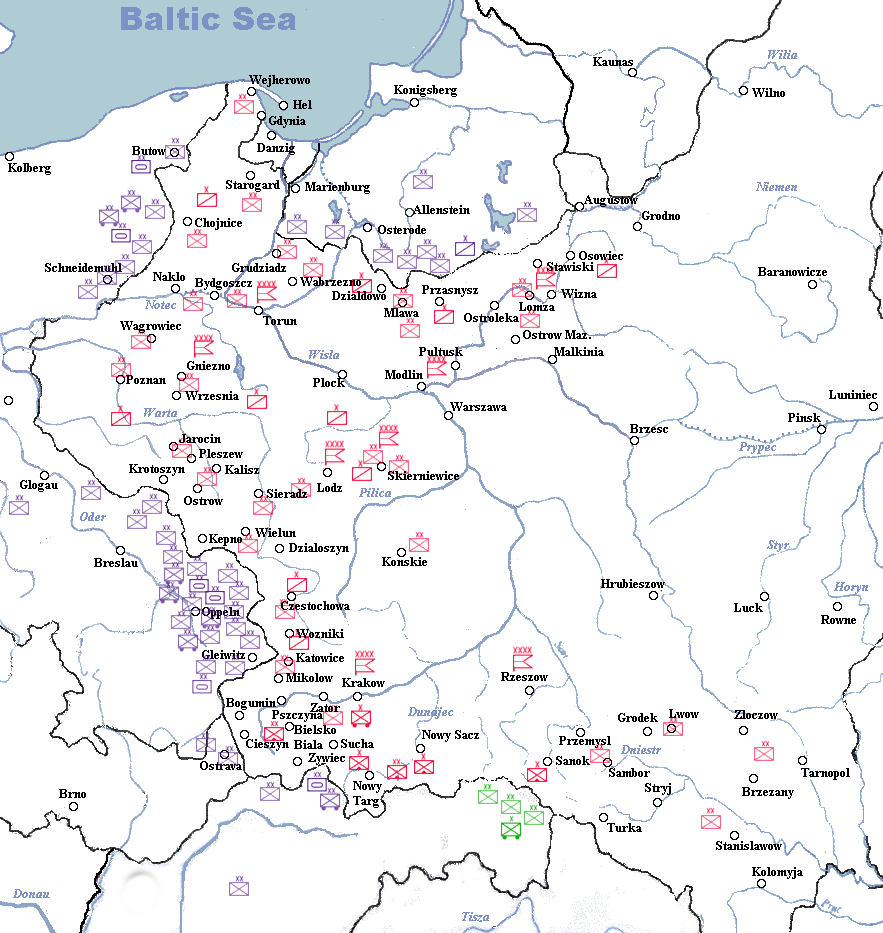
A német illetve lengyel csapatok helyzete 1939. szeptember 1-jén

A lengyel védelmi terv, az úgynevezett Zachód (Nyugat) terv szerint a lengyel csapatokat közvetlenül a német-lengyel határra helyezték. A lengyelek ezen kívül nagy hangsúlyt fektettek az ország nyugati határánál fekvő nyersanyag lelőhelyek, iparvidékek és népesebb területek (mint például Szilézia) védelmére is, mivel számos politikus attól tartott, hogy ha a lengyel sereg, a németek nyomására visszavonul ezekről a területekről (csakúgy mint a danzigi korridor esetén a híres „Danzig vagy háború” ultimátumnál), a brit és francia kormány odaadja e területeket Németországnak, hasonlóan az 1938-as Müncheni Egyezményhez. Mindezek mellett egyik ország sem garantálta kifejezetten Lengyelország határainak vagy területi egységének megóvását. Ezeken a területeken a lengyel kormány nem is fogadta meg a franciák azon tanácsát, hogy csapataik nagy részét helyezzék olyan természetes határvonalak mögé, mint a Visztula vagy a San folyók, bár néhány lengyel tábornok támogatta volna ezt a stratégiát. A Zachód terv szükség esetén megengedte volna a lengyel csapatok visszavonulását az ország belseje felé, de ennek lassúnak kellett volna lennie, és előre kialakított védelmi állások mögé – melyek főként a Visztula, a San és a Narew folyók mentén helyezkedtek el – vonultak volna. A lassú visszavonulással az ország maradék haderejének lett volna lehetősége a mozgósítás befejezésére, majd amikor a szövetségesek elindították volna saját támadásukat, a lengyel csapatokkal kiegészülve általános ellencsapásba mehettek volna át.

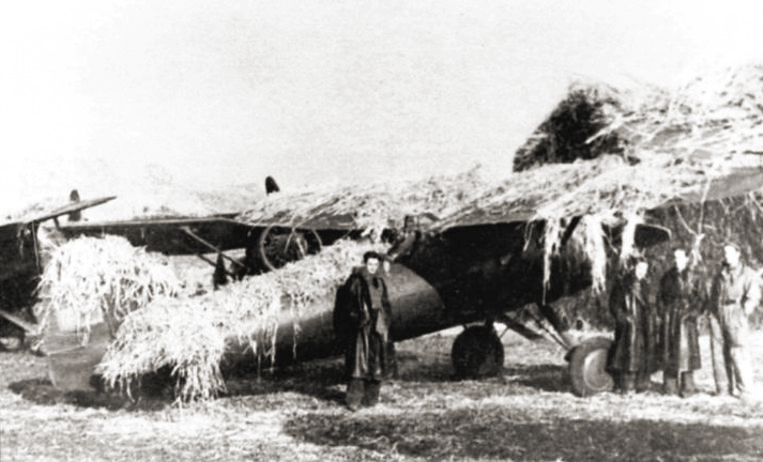
Álcázott lengyel P.11 vadászgép egy repülőtéren 1939. augusztus 31-én

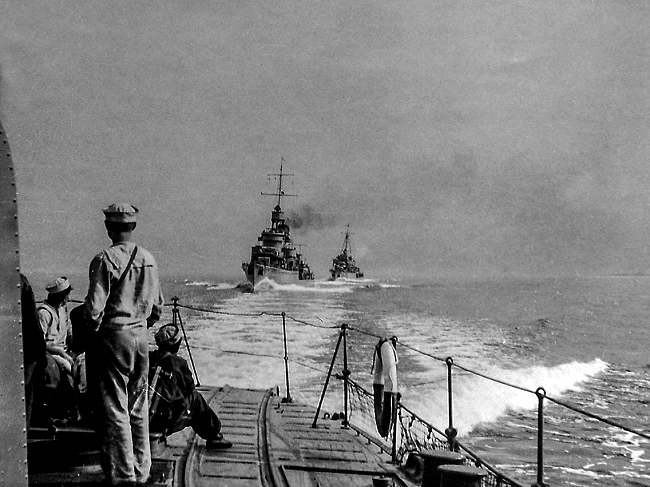
A lengyel rombolókat menekítik a Balti-tengerről brit támaszpontokra, a Peking hadművelet keretében, 1939. augusztus 31-én

A lengyel haderő legpesszimistább visszavonulási terve szerint a csapatok egészen a San folyó mögé, az ország délkeleti részébe (az úgynevezett romániai hídfőhöz) vonultak volna vissza, ahol hosszú ideig tarthatták volna magukat. A brit és francia becslések szerint a lengyel haderő két vagy három hónapig tudta volna tartani ezt a területet. A lengyelek ennél is tovább mentek, az ő becsléseik szerint ugyanis legalább hat hónapig lettek volna képesek tartani a romániai hídfőt. Ennek az az oka, hogy a lengyelek azzal számoltak, hogy a szövetségesek megtartják szavukat, és támadást indítanak a németek ellen. Ezzel szemben sem a britek sem a franciák nem terveztek támadást Németország ellen, amíg a lengyelországi hadjárat tart, sőt arra számítottak, hogy a német támadás, az első világháborúhoz hasonlóan állóháborúba megy át, és végül sikerül a németeket megadásra bírni, ami után a lengyel határokat is visszaállíthatják majd. A lengyel kormány viszont nem tudott erről az elképzelésről és teljes mértékben a szövetségesek gyors segítségére támaszkodott.
A lengyelek azon terve, hogy megvédik határvonalukat, nagyban hozzájárult vereségükhöz. A lengyel csapatoknak nagyon hosszú határszakaszt kellett védeni, ezért a védelmi vonal meglehetősen keskeny volt, valamint a lengyeleknek nem voltak megfelelő védelmi állásaik sem a kedvezőtlen terepen, így a mozgékony német haderő könnyen körbevehette őket. Ezen kívül a lengyel utánpótlási vonalak is elég gyenge védelemmel rendelkeztek. A lengyel haderő mintegy egyharmada az ország északnyugati részén, a danzigi korridor közelében tartózkodott, ahol annak a veszélynek voltak kitéve, hogy két oldalról – Kelet-Poroszország és Németország irányából – bekerítik őket, és elszigetelik a haderő többi részétől. A haderő másik harmada az ország középső és északi részén volt, Łódź és Varsó között, a lengyel vezérkari főnök, Edward Rydz-Śmigły tábornok irányítása alatt. A határ közvetlen védelmével a lengyelek eljátszották annak a lehetőségét, hogy sorozatos, a németeket feltartó ütközetekbe bonyolódjanak. A lengyel csapatok, ellentétben a német sereggel, főként gyalogosan mozogtak, így képtelenek voltak időben visszavonulni a kiépített állásaikba, mivel a német gépesített csapatok még idő előtt utolérték és megsemmisítették őket.
Nem csak a határok közvetlen védelmére vonatkozó parancs volt a lengyel hadvezetés egyetlen hibája. A háború előtti lengyel propaganda ugyanis bármilyen esetleges német támadást könnyedén visszaverhetőnek állított be, ezért a szeptemberi hadjárat során bekövetkező lengyel vereségek valósággal sokkolták a polgári lakosságot, akik a propaganda miatt nem voltak felkészülve ilyen helyzetre. A vereségek hírére pánik tört ki a lakosság körében, majd óriási tömegek kezdtek kelet felé menekülni, ami miatt a katonai alakulatok közúton történő szállítása szinte lehetetlenné vált, valamint a menekülő lakosság látványa a katonák hangulatát is jelentősen lerontotta. A lengyel propagandának további negatív következményei is voltak a lengyel csapatok számára. A németek által körülvett lengyel alakulatok, amelyek kommunikációját az ellenséges csapatok gátolták, nem voltak tisztában a valós helyzettel, így a rádiókból és újságokból tájékozódtak, ahol elsöprő lengyel győzelmekről áradoztak. A sajtó propagandája miatt az elszigetelt lengyel alakulatok szinte a végsőkig kitartottak a német túlerővel szemben, várva az erősítésre, vagy egy esetleges lengyel ellentámadás indítására. Az esélytelen küzdelemben a lengyelek óriási veszteségeket szenvedtek.

### Első szakasz – A német támadás

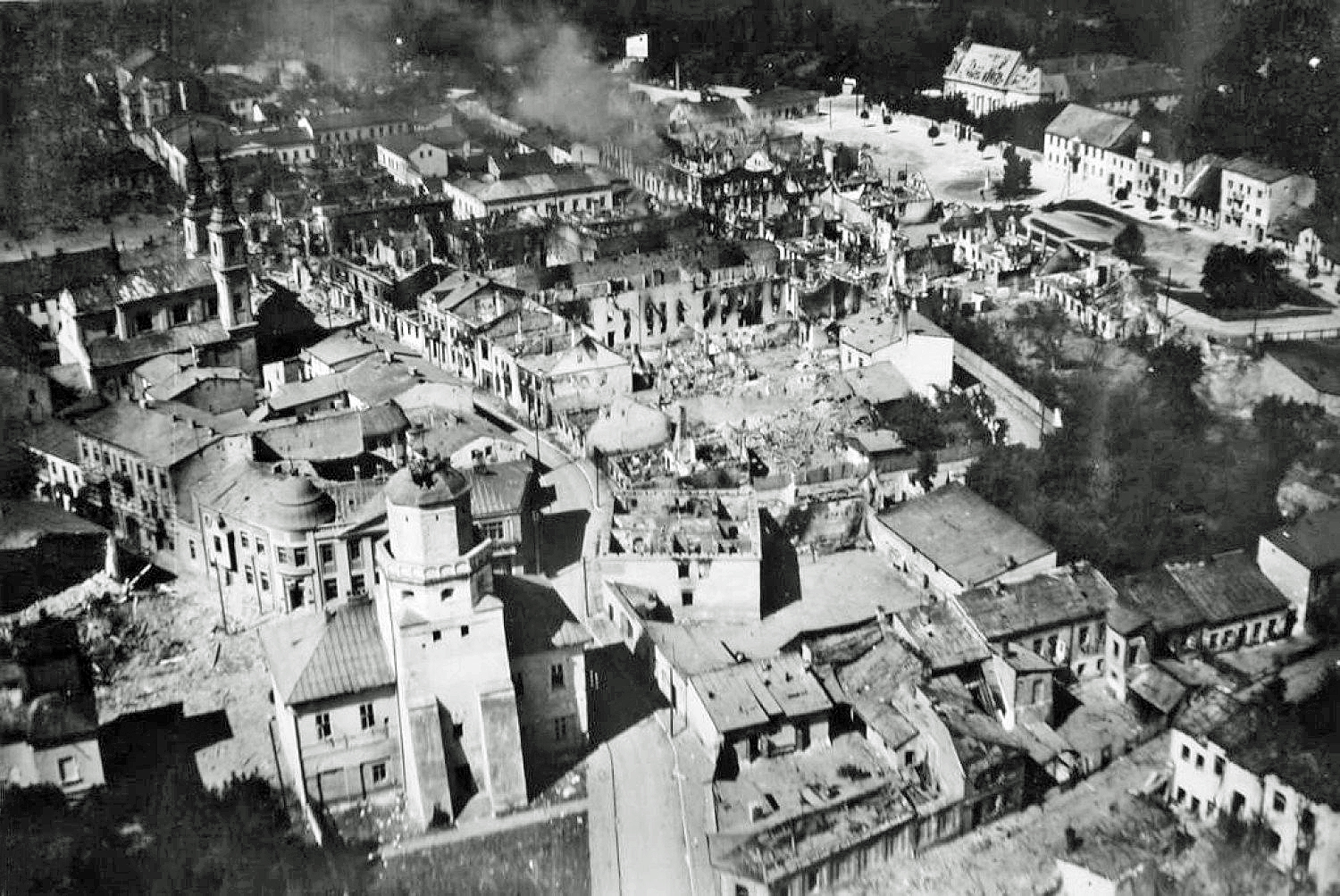
A Luftwaffe által lebombázott Wieluń, 1939. szeptember 1-jén

A Himmler hadművelet keretében a németek számos megrendezett lengyel támadást hajtottak végre, amelyek lehetőséget adtak a német propagandának, hogy önvédelemként állítsa be a későbbi német támadást. Az első harci eseményre 1939. szeptember 1-jén, hajnali 4 óra 40 perckor került sor, amikor a német légierő (Luftwaffe) bombázni kezdte a lengyelországi Wieluń városát. A bombázás során a település 75%-a megsemmisült, valamint 1200 fő – akiknek nagy része civil volt – meghalt. Öt perccel később, 4 óra 45 perckor a német Schleswig-Holstein csatahajó tüzet nyitott a westerplattei lengyel vasútállomásra, a Balti-tenger partján fekvő Danzig kikötőjéből. Annak ellenére, hogy reggel 8 órakor Németország hivatalosan még mindig nem üzent hadat Lengyelországnak, a német csapatok megtámadták Mokra falut, amivel megkezdődtek a határmenti harcok. A nap későbbi részében a német csapatok északi, nyugati és déli irányból is támadást indítottak Lengyelország ellen, a Luftwaffe pedig a lengyel városokat támadta. A támadások fő vonala a lengyel-német határ irányából kelet felé vezetett. A Kelet-Poroszországból induló német, és a Szlovákia területéről induló német-szlovák támadás is főként a kelet felé tartó fő támadás támogatására szolgált. Mindhárom német támadás a lengyel főváros, Varsó felé tartott.

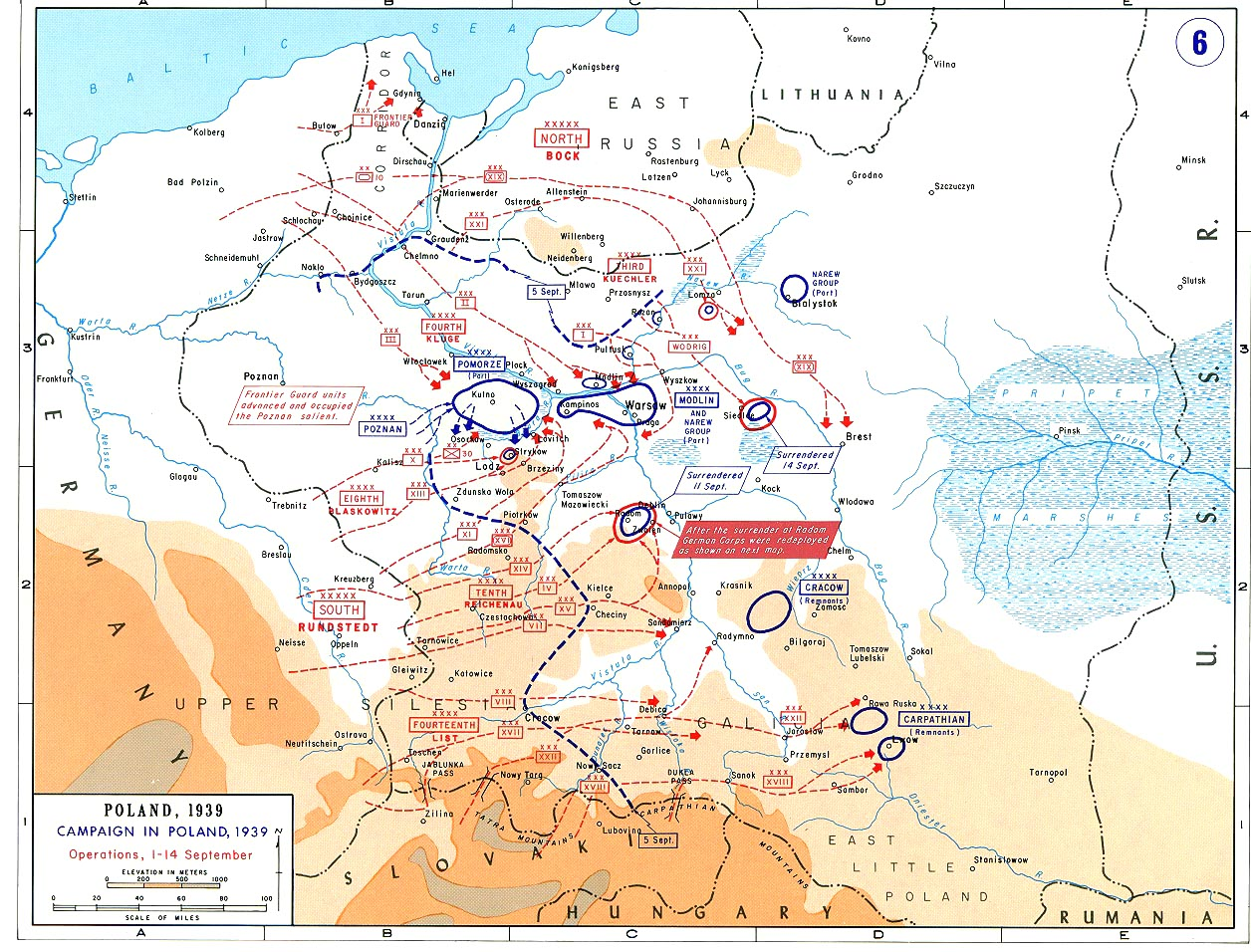
A támadás 1939. szeptember 14-én

A szövetséges kormányok szeptember 3-án hadat üzentek Németországnak, de jelentős támogatást nem nyújtottak a lengyelek számára. A francia-német határon ugyan voltak kisebb összecsapások, hogy a német haderőt lefoglalják, de a német haderő nagy része – beleértve a páncélos haderő megközelítőleg 85%-át – Lengyelországban harcolt. A kisebb lengyel sikerek ellenére, a németek technikai, hadműveleti és számbeli fölénye miatt a lengyel csapatok kénytelenek voltak visszavonulni Varsó és Lwów felé. A Luftwaffe már a támadás elején megszerezte a légi fölényt. A kommunikációs rendszerek megsemmisítésével a német támadás irama egyre csak nőtt, majd a lengyel repülőterek és őrhelyek lerohanásával a lengyelek egyre nagyobb logisztikai problémákkal szembesültek. Ennek következtében a lengyel légierő nagy része ellátmány hiányban szenvedett, 98 repülőgépet pedig a semleges Romániába menekítettek. Szeptember 14-ére a kezdeti, 400 repülőgépből álló lengyel légierő létszáma 54 gépre csökkent, így a légtér feletti uralom egyértelműen a németek kezébe került

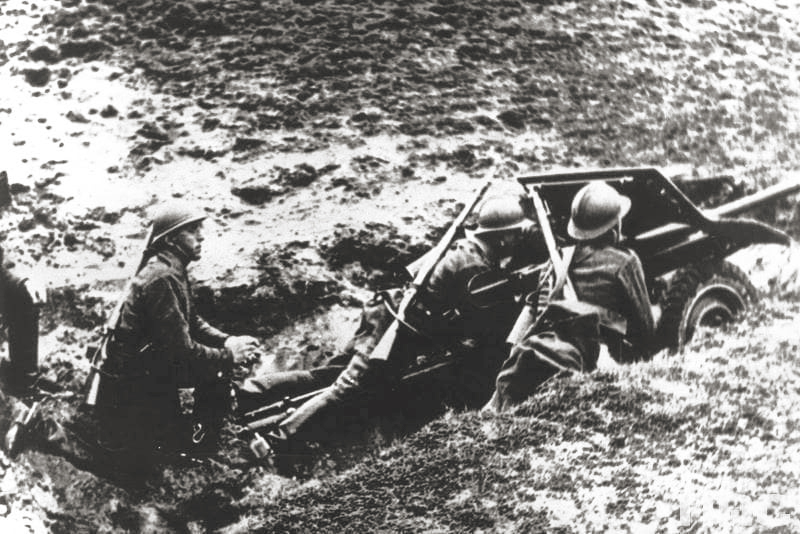
Lengyel páncéltörő ágyú

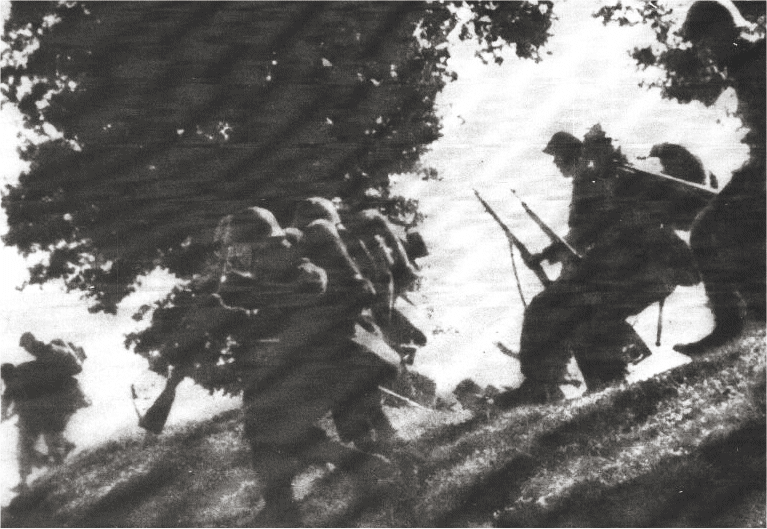
Lengyel gyalogság a bzurai csatában

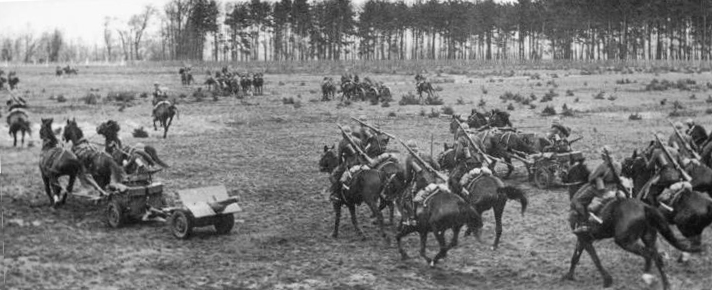
Lengyel lovasság a bzurai csatában

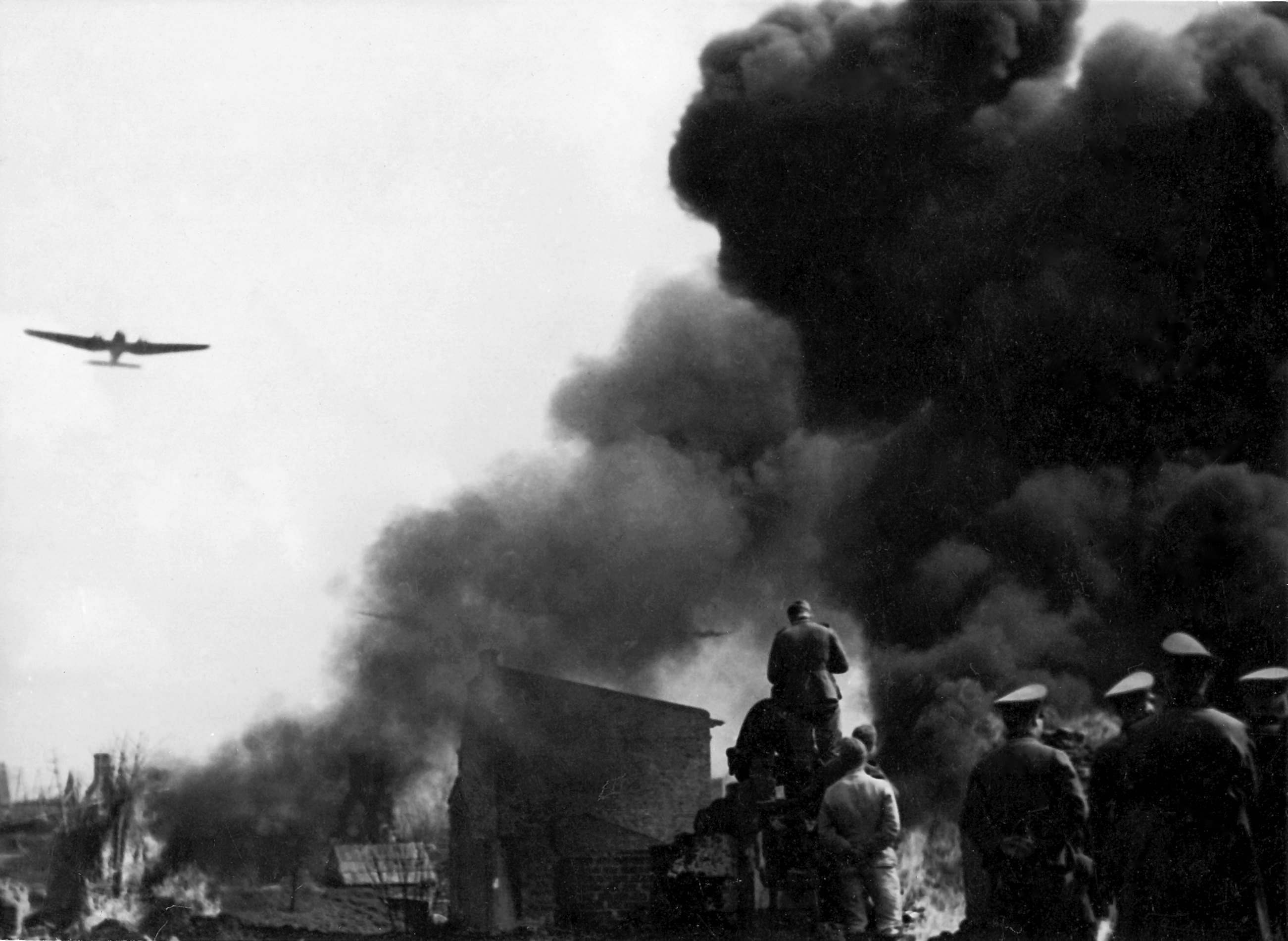
A német hadsereg bevonul Varsóba, 1939 szeptemberének végén

Szeptember 3-ára az észak felől támadó Günther von Kluge tábornok csapatai elérték a német határtól néhány kilométerre lévő Visztulát, Georg von Küchler tábornok egységei pedig a Narew folyóig hatoltak. Ezzel egy időben Walther von Reichenau tábornok páncélosai is átjutottak a Wartán, majd két nappal később a sereg balszárnya már Łódźban, a sereg jobbszárnya pedig Kielce városában volt. Szeptember 8-án, egy héttel a háború kitörése után, von Reichenau tábornok egyik páncélos alakulata, 225 km megtétele után elérte Varsó külvárosát. Szeptember 9-ére, a Walther von Reichenau seregének jobb szárnyán lévő könnyű hadosztályok a Visztula és Varsó közt fekvő Sandomierz városánál, a dél felől támadó Wilhelm List tábornok egységei pedig Przemyśl városa és a San folyó között jártak. Ezzel egy időben a Heinz Guderian vezette 3. hadsereg harckocsijai, miután átkeltek a Narew folyón, a Nyugati-Bugnál védekező lengyel csapatokat támadták. Összességében minden német hadsereg az elvárt ütemben haladt. A lengyel csapatok szervezetlen darabokra hullottak szét, melyek közül néhány megadta magát, néhány pedig kétségbeesett támadást indított a legközelebbi német hadoszlopok ellen.

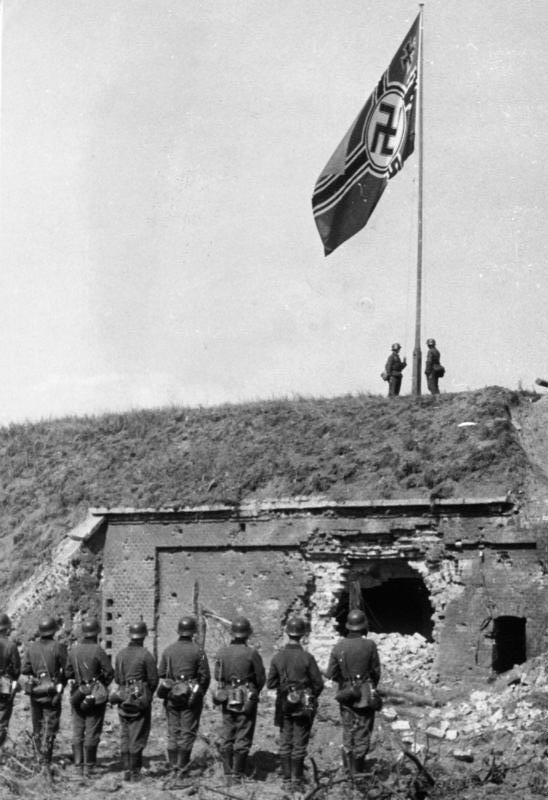
Német zászló az elfoglalt Westerplattén (1939. szeptember 9.)

A lengyel csapatok már a támadás első hetében kénytelenek voltak elhagyni Pomerániát, Nagy-Lengyelországot és Sziléziát, így a lengyel terv, melyek lényege a határ megvédése lett volna, sikertelennek bizonyult. A németek feltartóztatására tett kísérletek sem hoztak sikert, sőt a gyors mozgású német csapatok már a második védelmi vonalakat ostromolták. Szeptember 10-én a lengyel főparancsnok, Edward Rydz-Śmigły tábornagy visszavonulásra utasította a lengyel csapatokat, az úgynevezett romániai hídfőhöz. Mindeközben a németek összébb húzták a Visztulától nyugatra lévő lengyel csapatok körüli gyűrűt, valamint mélyen behatoltak Lengyelország keleti felébe is. A háború eleje óta bombázott Varsó ellen szeptember 9-én indítottak először támadást, szeptember 13-án pedig megkezdődött a varsói csata. Ez idő tájt a kelet felé nyomuló német csapatok elérték Lengyelország keleti részének egyik legnagyobb városát, Lwówot. Szeptember 25-én 400 repülőgép, 1150 bevetésben bombázta Varsót.
A hadjárat legnagyobb csatája, a Bzura menti csata, a Varsótól nyugatra folyó Bzura folyó mellett zajlott szeptember 9. és szeptember 19. között. A danzigi korridorból visszavonuló lengyel Poznań és Pomorze hadsereg megtámadta az előrenyomuló 8. német hadsereg szárnyát. A kezdeti lengyel sikerek után a németek visszaverték az ellentámadást. A lengyelek a vereséget követően elvesztették a kezdeményezés és a komolyabb ellentámadás lehetőségét. A csatában a német légierő is nagy szerepet kapott. A Luftwaffe egy félelmetes légierő-demonstráció keretében megtörte a lengyelek maradék ellenállását is. A német bombázók megsemmisítették a Bzurán lévő hidakat, így a lengyel hadsereg védtelenül maradt a nyílt terepen. Ezt követően a német Stuka zuhanóbombázók több hullámban támadták a kiszolgáltatott lengyel alakulatokat. Az 50 kg-os német bombáik óriási veszteségeket okoztak a lengyeleknek. A lengyel légvédelmi ágyúk, miután kifogytak a lőszerből, visszavonultak a közeli erdőkbe, de az ellenséges He 111 és Do 17 bombázók könnyedén kifüstölték őket 100 kg-os gyújtóbombáik segítségével. A Luftwaffe támadása után a szárazföldi erőknek mindössze a túlélőkkel kellett foglalkozniuk. A csata során, csak a zuhanóbombázók 388 tonnányi bombát dobtak le.
A lengyel kormány és hadvezetés már a támadás első napjain elhagyta Varsót, majd szeptember 6-án megérkeztek az ország délkeleti részén fekvő Brześćbe. Rydz-Śmigły tábornok elrendelte hogy a lengyel csapatok is vonuljanak a Visztula és San folyókon túl fekvő város felé, hogy megkezdődhessenek a romániai hídfő hosszas védelmének előkészületei.

### Második szakasz – A szovjet támadás

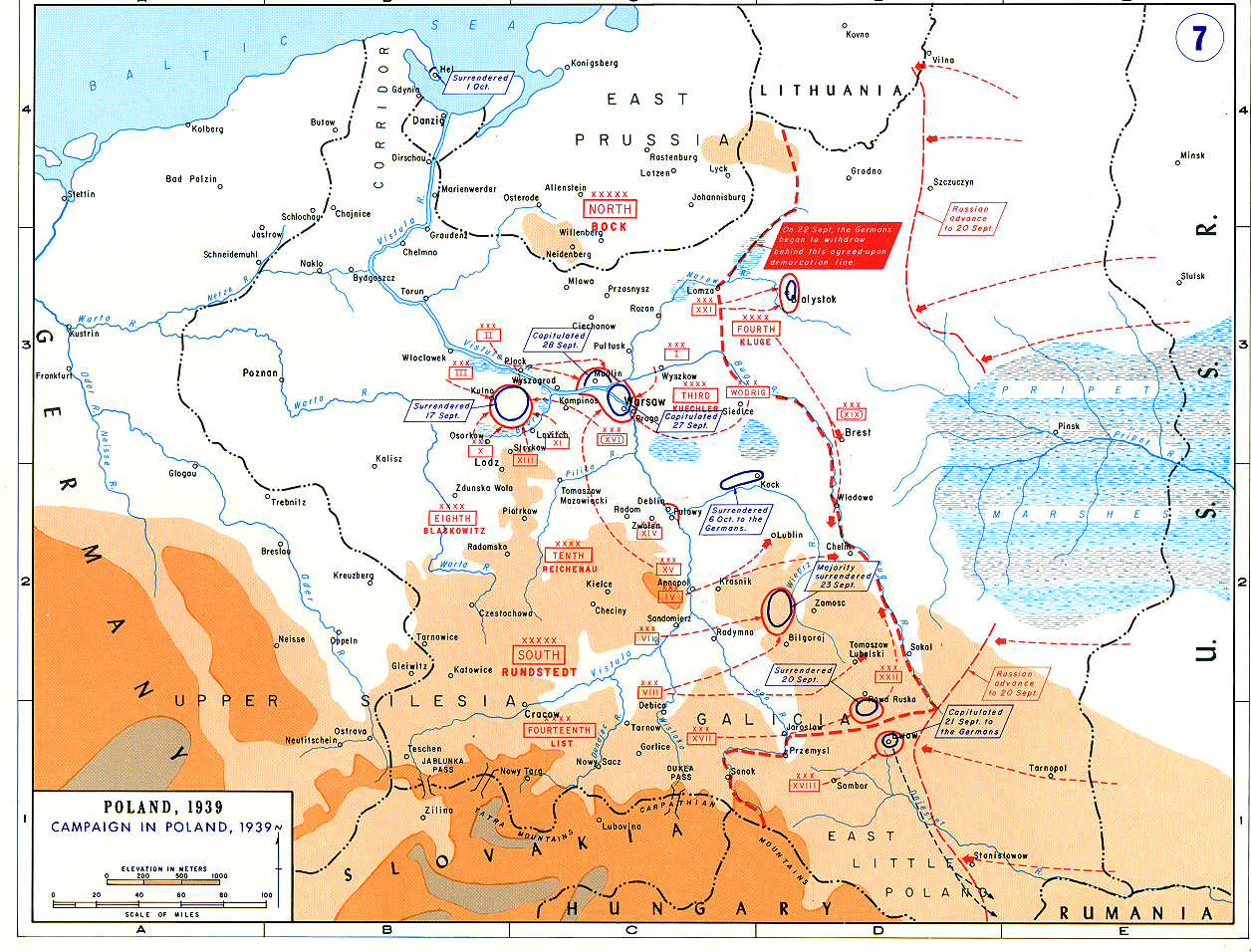
A támadás 1939. szeptember 14. után

A német kormány már a lengyelországi hadjárat kezdete óta kérte Sztálint és Molotovot, hogy augusztusi megegyezésükhöz hűen, a szovjet csapatok támadják meg Lengyelországot.
A német kormány kérése elől a szovjet vezetés folyamatosan kitért, mivel – ahogy ezt Molotov kifejtette Ribbentropnak – a sietség „kárt okozna nekünk”: Sztálin ugyanis nem akarta, hogy a világ a Szovjetuniót a német agresszióval azonosítsa, ezért egy megfelelő ürügyre várt. Ez az ürügy az volt (mivel küszöbön állt a német-lengyel tűzszünet), hogy meg kellett segíteni a „Németország által fenyegetett” ukránokat és fehéroroszokat. A szovjet hadbalépés ilyetén magyarázata persze nem nyerte el a német kormány tetszését, ezért azt javasolták, hogy adjanak ki egy közös közleményt, amelyben a támadást azzal igazolják, hogy helyreállítják a rendet és a békét a volt lengyel területeken. A német kormány kérését viszont Moszkva utasította el, majd a német fenyegetés említése nélkül, homályosabban indokolta a szovjet támadást. Ezek után a Vörös Hadsereg szeptember 17-én támadást indított Lengyelország ellen.
A szovjetek és a németek megállapodtak, hogy a Szovjetunió lemond az új határ és Varsó közti területekről, Litvániáért cserébe. A szovjetek nyíltan támogatták a németek terjeszkedését, és Lengyelország megszállását követően Molotov, egyik nyilatkozatában a következőket mondta: „Németország, amely nemrég egyesített 80 millió németet, megszállta bizonyos szomszédjait, és jelentős haderőt hozott létre, amellyel veszélyes riválisává vált olyan vezető hatalmaknak, mint Franciaország vagy az Egyesült Királyság. A Lengyelországnak tett ígéretek mögé bújva viszont valójában ezért üzentek hadat ezen országok Németországnak. Most jobban megfigyelhető mint bármikor, hogy milyen távol állnak e kormányok valódi céljai, a felosztott Lengyelország vagy Csehszlovákia védelmétől.”

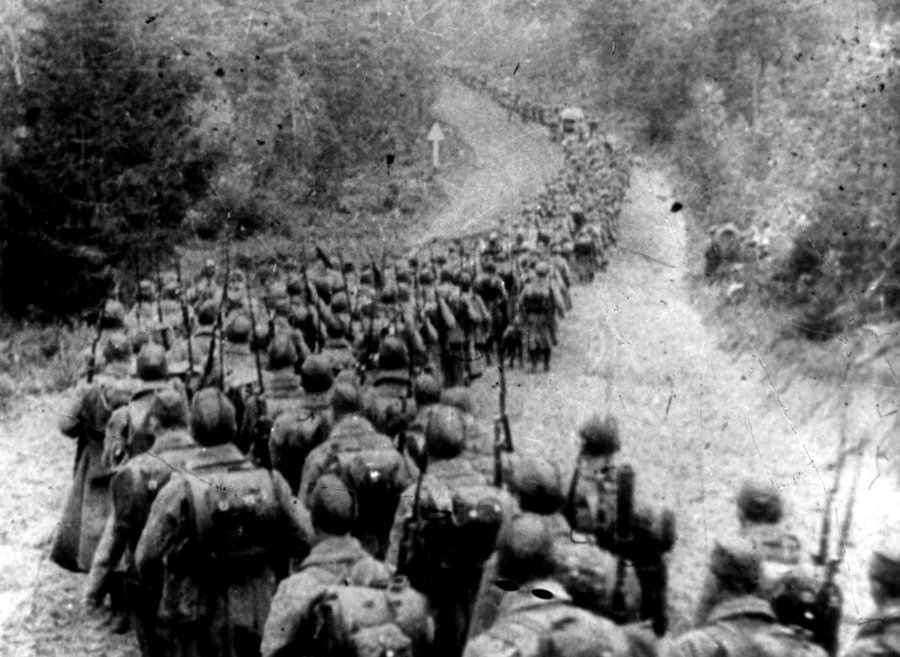
Lengyelország felé menetelő szovjet katonák

1939. szeptember 17-ére a lengyelek védelme már megtört és egyetlen esélyük az volt, hogy visszavonulnak az ország keleti részén lévő romániai hídfőhöz, ahol újjászervezik a csapataikat. Ezek a tervek egy éjszaka alatt szertefoszlottak, mikor a 800 000 fős szovjet Vörös Hadsereg megszállta Lengyelország keleti részét, megnyitva ezzel a fehérorosz és ukrán frontot. Ezzel a lépéssel a szovjetek megsértették a rigai békét, a szovjet–lengyel megnemtámadási szerződést és több más nemzetközi szerződést is. A szovjet diplomácia szerint „megvédték a Lengyelországban élő ukrán és fehérorosz kisebbséget, látva Lengyelország közelgő összeomlását”. Molotov a következőket mondta szeptember 17-én:

A lengyel-német háborúból kifejlődő események megmutatták a lengyel állam gyengeségét. A lengyel vezetők csődöt mondtak… Varsó, többé nem Lengyelország fővárosa. A lengyel kormány hollétéről senki nem tud semmit. A leszerepelt lengyel kormány magára hagyta a lengyel lakosságot. A lengyel állam és kormány gyakorlatilag megszűnt létezni. Mindennek következtében a Szovjetunió és Lengyelország között kötött egyezmények is semmissé váltak. A lengyelországi eseményekre különleges figyelmet fordít a szovjet kormány, hogy biztosíthassa országának biztonságát. Lengyelország a Szovjetunió elleni lehetséges veszélyforrások melegágyává vált… Azt sem várhatja el senki a szovjet kormánytól, hogy közömbös maradjon az ezidáig jogfosztott, most pedig magukra hagyott testvéreik, a Lengyelországban lakó ukránok és fehéroroszok sorsa ügyében. A szovjet kormány ezért szent kötelességének tartja, hogy segítő kezet nyújtson lengyelországi ukrán és fehérorosz testvéreiknek.

A Korpus Ochrony Pogranicza néven ismert, a keleti határt védő haderő 25 zászlóaljból állt. A szovjet támadást követően Edward Rydz-Śmigły visszavonulásra utasította a lengyel haderőt, és megtiltotta, hogy megütközzenek a szovjetekkel. Ennek ellenére volt néhány kisebb ütközet, mint például a grodnói csata, ahol a helyi lakosság és a katonaság megpróbált megvédeni egy-egy települést. A szovjetek számos lengyelt meggyilkoltak, köztük olyan hadifoglyokat is, mint Józef Olszyna-Wilczyński tábornok. Az Ukrán Nacionalisták Szervezete is fellázadt a lengyelek ellen, illetve kommunista partizánok is kisebb felkeléseket szerveztek a városokban, valamint kirabolták és gyilkolták a lengyeleket. Ezeket a mozgalmakat az NKVD elég gyorsan felszámolta. A szovjet támadás volt az egyik legjelentősebb tényező, ami rádöbbentette a lengyel kormányt arra, hogy a Lengyelországi háborút elveszítik. A szovjetek támadása előtt, a lengyelek terve az volt, hogy visszavonulnak az ország délkeleti részébe ahol hosszas védekezésre rendezkednek be, és megvárják amíg a Nyugati szövetségesek megtámadják Németországot nyugat felől. Mindezek ellenére a lengyel kormány visszautasította, hogy bármilyen tárgyalásba kezdjenek a németekkel, vagy megadják magukat, és inkább kimenekítették a csapatokat Lengyelországból, majd később Franciaországban újjászervezték a haderejüket.

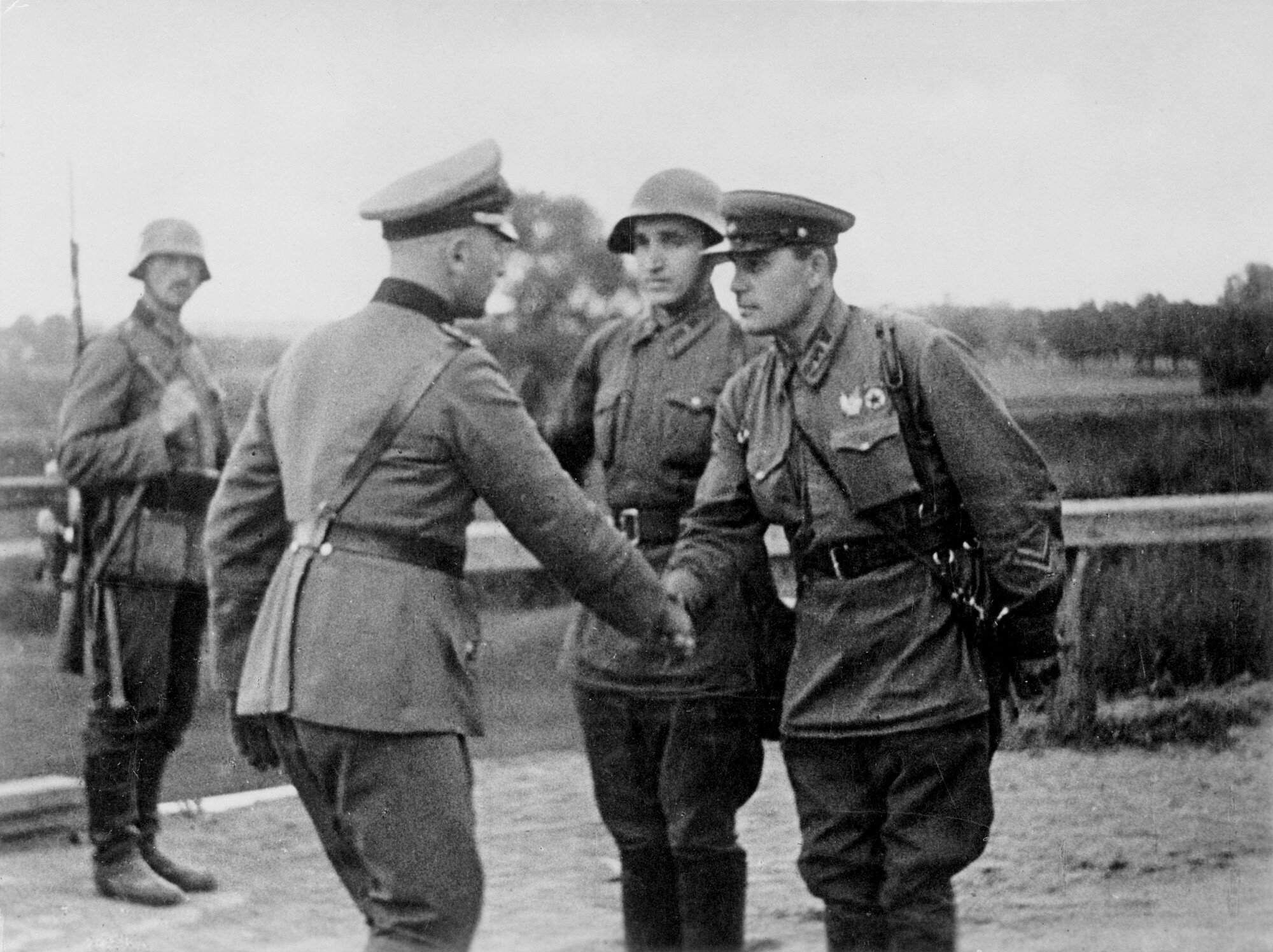
Egy szovjet és egy náci tiszt baráti kézfogása 1939 októberében

Mindeközben a lengyel csapatok továbbra is a romániai hídfő felé vonultak, ellenállva a német támadásoknak. Szeptember 17. és szeptember 20. közt a lengyel Kraków és Lublin hadsereget a németek szétverték a hadjárat második legnagyobb ütközetében, a Tomaszów Lubelski csatában. Lwów városa szeptember 22-én kapitulált, a szovjet invázió következtében. A várost már egy héttel korábban ostromolni kezdték, majd az ostrom közepén átadták Lwówot a szovjeteknek, akik folytatták a támadást, majd bevették a települést. Az egyre gyakoribbá váló német támadások ellenére Varsó – amelynek védelmét a visszavonuló seregből, önkéntesekből és milíciákból verbuváltak össze – egészen szeptember 28-áig tartotta magát. A Varsótól északra lévő modlini erődöt pedig egy 16 napig tartó csata után, szeptember 29-én vették be a németek. Néhány lengyel helyőrség még sokáig kitartott, miután a németek körbevették állásaikat. Ilyen volt például a szeptember 7-én bevett westerplattei helyőrség, a szeptember 19-én kapituláló oksywiei helyőrség, illetve az október 2-ig kitartó heli helyőrség.
Annak ellenére, hogy a lengyelek győzedelmeskedtek a szacki csatában – amely után a szovjetek kivégeztek minden elfogott tiszthelyettest – a Vörös Hadsereg szeptember 28-ára már elérte a Narew, Nyugati-Bug, Visztula, és a San folyók vonalát. Néhány esetben a folyó túl oldalán már a német csapatokat üdvözölhették a szovjetek. A Balti-tenger partján fekvő Hel-félsziget lengyel védői október 2-ig tudták magukat tartani. Az utolsó harcképes lengyel alakulat, a Franciszek Kleeberg tábornok vezette hadsereg, a Samodzielna Grupa Operacyjna "Polesie" („Polesie” Független Hadműveleti Csoport), október 6-án, a négynapos kocki csatát követően kapitulált Lublin közelében. Ezzel véget ért a lengyelországi hadjárat.

### Polgári veszteségek

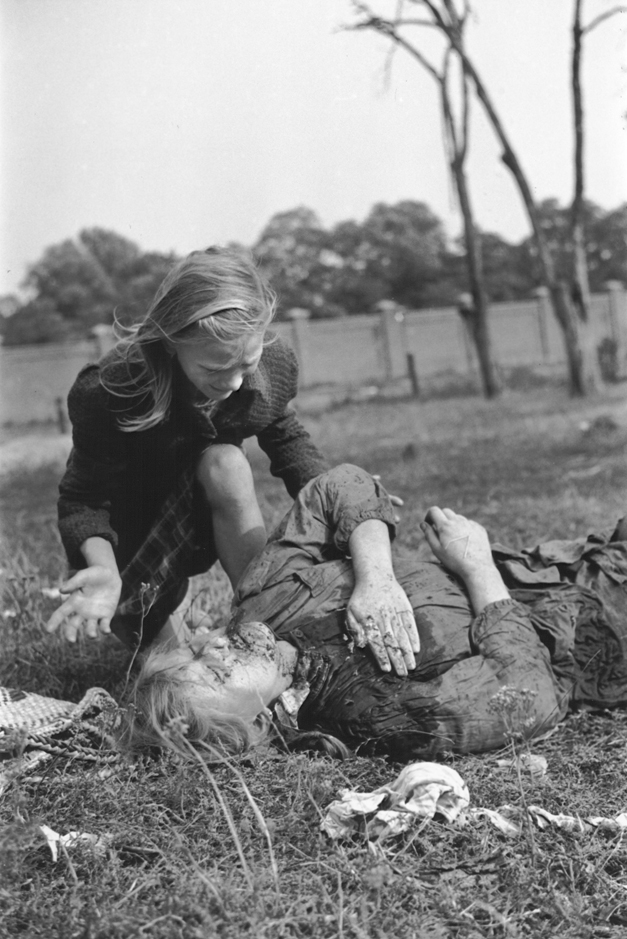
Lengyel lány siratja a német bombatámadásban elhunyt nővérét, Julien Bryan képe

A lengyelországi hadjárat jó példája volt a világháborúban később is alkalmazott totális háborúnak. Ebből következően a civil veszteségek igen magasak voltak. A Luftwaffe már a támadás kezdetétől fogva támadott civil célpontokat vagy utakon vonuló menekülteket, hogy megsemmisítse a távközlési vonalakat és rombolja a csapatok morálját. A csatáktól függetlenül az SS és Wehrmacht alakulatok egyaránt követtek el tömeggyilkosságokat, amiknek több ezer hadifogoly és civil esett áldozatul. A Tannenberg hadműveletben pedig közel 760 tömeges kivégzés során 20 000 lengyelt lőttek agyon a Wehrmacht, SS és Selbstschutz alakulatok, valamint az Einsatzgruppe nevű különleges kivégzőosztagok.
Mindent összevetve a lengyel polgári áldozatok száma 150 000 főre, a német polgári áldozatok száma pedig durván 5000 főre tehető, beleértve 2000 lengyel katonák ellen harcoló civilt.

### Következmények

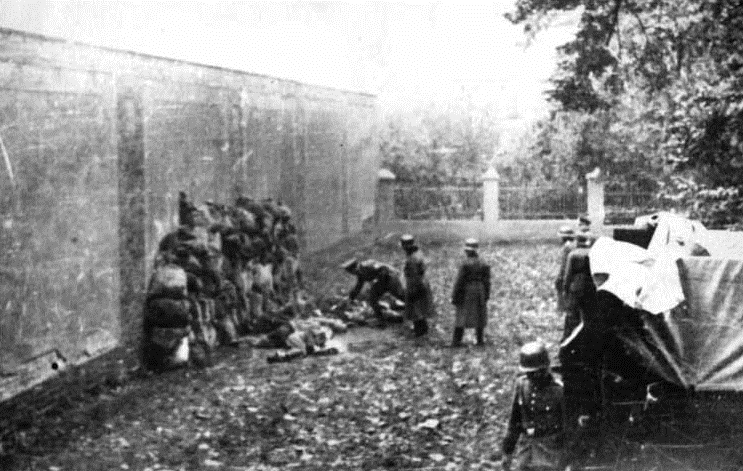
A 17. német gépesített ezred tagjai közel 300 lengyel hadifoglyot végeztek ki a ciepielówi mészárlás során

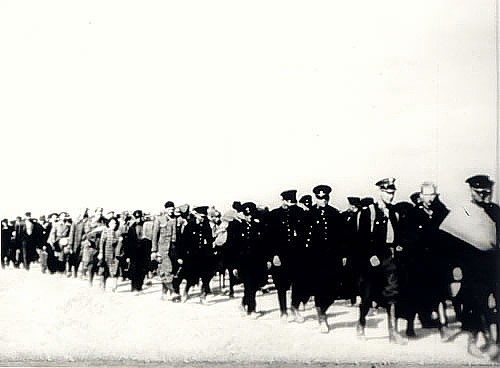
A szovjet hadsereg által elfogott, a nép ellenségének titulált lengyel rendőrök és polgárok

A lengyelországi hadjárat végén a lengyel területeket felosztották Németország, a Szovjetunió, Szlovákia és Litvánia közt. A szeptember 27-én Moszkvában aláírt „Német-szovjet határmegállapodási és barátsági szerződés” értelmében Litvánia a szovjetek érdekszférájába került, amiért cserébe az új német-szovjet határ egészen eltolódott a Nyugati-Bug folyóig. A szerződés egyik titkos záradéka értelmében a szovjet megszállási övezetből kitelepítik a németeket, a német megszállási övezetből pedig az ukránokat és fehéroroszokat. Egy másik titkos záradékban pedig megegyeztek, hogy kölcsönösen elfojtják a másik ellen irányuló „lengyel agitációt”.
Annak ellenére, hogy a Szovjetunió késlekedett Lengyelország megtámadásával, a szovjet kormány többször is emlékeztette Németországot, hogy a Vörös Hadsereg ugyanolyan részt vállalt a „lengyel akcióban”, mint a Wehrmacht. Erről Molotov így beszélt a Legfelsőbb Tanács 1939. október 31-i ülésén: „De kiderült, hogy elég egy gyors csapás Lengyelországra a német hadsereg, majd pedig a Vörös Hadsereg részéről, hogy a versailles-i szerződés e fattyújának híre-hamva se maradjon.”. Sztálin pedig így válaszolt a Ribbentroptól kapott születésnapi üdvözletre: „Köszönöm Önnek, miniszter úr, az üdvözletet. Németország és a Szovjetunió népeinek vérrel megpecsételt barátsága hosszú és tartós lesz, aminek megvan minden alapja.”
Bár legtöbbször természetes, főként vízi határok képezték az új határvonalat, a német és szovjet csapatok számos alkalommal találkoztak egymással. A legjelesebb ilyen esemény szeptember 22-én történt Brześć nad Bugiem városában. A Heinz Guderian vezette 19. német páncélosalakulat megszállta a szovjeteknek szánt területen fekvő települést, majd amikor a Szemjon Krivosein vezette 29. szovjet harckocsi dandár is megérkezett a városba, a parancsnokok megállapodtak, hogy a német csapatok kivonulnak Breszt-Litovszkból, a szovjet csapatok pedig katonai tiszteletadás mellett átveszik a helyüket. Három nappal korábban a szovjet és német csapatok találkozása nem volt ilyen békés. Lwów közelében a németek 137. hegyivadász ezrede (Gebirgsjägerregimenter) rátámadt a 24. szovjet harckocsi dandár felderítő alakulatára. Mindkét oldalon voltak veszteségek, így a parancsnokok tárgyalásokba kezdtek. A tárgyalások eredményeképp a németek szeptember 22-én kivonultak a területről, a Vörös Hadsereg pedig átvette az ellenőrzést. Bresztben viszont a szovjet és német csapatok közös győzelmi ünnepséget tartottak (erről hallgatott a szovjet sajtó), mielőtt a németek visszavonultak a demarkációs vonalig.
A harcokban körülbelül 65 000 lengyel katona halt meg, további 420 000 német, 240 000 pedig szovjet hadifogságba került, így a hadifoglyok száma elérte a 660 000 főt. Több mint 120 000 főnek viszont sikerült Romániába és Magyarországra menekülnie. 20 000 lengyel katona Lettország és Litvánia felé hagyta el országát. A kimenekített katonák nagy része végül Franciaországba és az Egyesült Királyságba került, a lengyel haditengerészet hajóinak jelentős része is Nagy-Britanniába hajózott. A németek 16 000 katonát vesztettek, mely csak töredéke az ellenséges veszteségeknek.
Egyik oldal – sem a németek, sem a szovjetek, sem pedig a Nyugati szövetségesek – sem gondolta volna, hogy a Lengyelország elleni támadás egy olyan háború kezdete, amely mind áldozatokban, mind költségekben felülmúlja az első világháborút. Hitler már hónapokkal korábban láthatta, hogy az Egyesült Királysággal és Franciaországgal folytatott tárgyalások hiábavalók, de a világháború az európai és az ázsiai konfliktusok együttes eredménye volt. Így legtöbb politikus és tábornok nem tudhatta 1939-ben, amit ma már megállapíthatunk: Európában a lengyelországi hadjárat volt a világháború kirobbantója, ami az 1937-es Kína elleni japán támadással és az 1941-es Csendes-óceáni háborúval együtt tekinthető valójában világháborúnak.
A Lengyelország elleni német támadást követően, szeptember 3-án az Egyesült Királyság és Franciaország is hadat üzent Németországnak, de valós segítséget nem nyújtottak a lengyeleknek. A segítség hiánya miatt számos lengyel érezte úgy, hogy nyugati szövetségeseik elárulták őket. Az angol és francia hadüzenet kapcsán Molotov megállapította: „Nemcsak értelmetlen, hanem egyenesen bűnös dolog olyan háborút folytatni, mint a »hitlerizmus megsemmisítéséért«, a demokráciáért vívott küzdelem hamis jelszavával leplezett harc.”
1939. május 23-án Hitler kifejtette tábornokainak, hogy a támadás fő célja nem Danzig, hanem az, hogy a németek számára életteret (Lebensraum) szerezzenek keleten. Ez az elképzelés kapta később a Generalplan Ost nevet. A német támadás megtizedelte a lengyel városi lakosságot, mivel a civil lakosság egy idő után már megkülönböztethetetlen volt a harcoló katonáktól. Az ezt követő német megszállást a második világháború egyik legdurvább részének tekintik. Több mint 6 millió lengyel (a teljes lakosság 20%-a, és a zsidó lakosság 90%-a) halt meg. Közülük 3 milliót vallási hovatartozástól függetlenül öltek meg. A legtöbbjük az Auschwitzihoz hasonló haláltáborokban, koncentrációs táborokban, vagy rögtönzött tömeggyilkosságokban haltak meg. Az ilyen tömeggyilkosságok során az embereket kivitték a közeli erdőbe, ahol lelőtték, majd eltemették őket, attól függetlenül, hogy éltek-e még, vagy sem.
A Vörös Hadsereg főként ukránok vagy fehéroroszok lakta területeket szállt meg (a szovjet propaganda szerint felszabadított), ahol azonban mintegy 3 millió lengyel is élt. Az ilyen területeken kezdetben felszabadítókként ünnepelték a szovjeteket, de miután a megjelent NKVD-alakulatok elkezdték az „osztályidegen elemek” letartóztatását és deportálását, majd megjelentek a pártaktivisták, hogy előkészítsék a lakosság „szabad akaratnyilvánítását” a területek Szovjetunióhoz való csatlakozásáról, számos szovjetellenes csoport alakult Nyugat-Ukrajnában (amelyek még az 1945 utáni években is működtek). Az 1939 és 1941 közti szovjet megszállás során több mint 1,8 millió egykori lengyel lakost öltek meg vagy deportáltak. Ezeket az embereket a kommunista hatalom ellenségeinek tartották, ezért elszovjetesítették, áttelepítették, gulagokba, (munkatáborokba) küldték, vagy meggyilkolták őket. A katyńi vérengzés is egy ehhez hasonló tömeggyilkosság volt, melynek áldozatai főként lengyel tisztek voltak. Szintén az áldozatok közé sorolhatóak a háború elején lengyel falvakat feldúló ukrán nacionalisták elleni megtorlóhadjárat halottjai is. Ezek a szovjet atrocitások 1944-ben megismétlődtek, amikor a Vörös Hadsereg ismét „felszabadította” Lengyelországot. Akkor a lengyel Honi Hadsereg (Armia Krajowa) katonáit üldözték, vezetőiket pedig kivégezték.

### Tévhitek
Sok téves hiedelem kering a köztudatban a Lengyelország elleni támadással kapcsolatban.

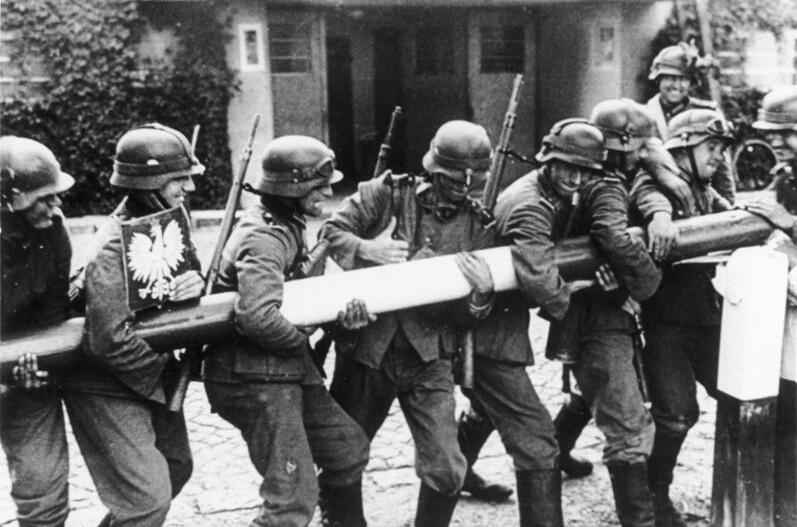
Német propagandafilm, katonák eltávolítanak egy lengyel határsorompót

- Tévhit: A lengyel haderő lovassággal szállt szembe a német tankokkal.

Bár Lengyelország 11 lovassági dandárral rendelkezett és a lengyel katonai doktrínák ezeket az egységeket elit alakulatokként tekintették, a kor más haderejei – például a németek, vagy a szovjetek – is tartottak fent és használtak lovas egységeket. A lengyel lovasság, mely korszerű kézifegyverekkel és könnyű tüzérségi lövegekkel – mint például a 37 mm-es Bofors páncéltörő löveg – volt felszerelve, soha nem támadt közvetlenül a német tankokra, tüzérségre, vagy a fedezékben lévő ellenségre, ellenben gyakran használták felderítési célokra, és mobil gyalogságként. A lengyel lovasság nagyon ritkán, különleges esetekben indított rohamot, és csak a gyalogság ellen. Ezt a tévhitet a német propaganda terjesztette el.
- Tévhit: A lengyel légierő nagy részét még a földön megsemmisítették a háború első napjaiban.

A lengyel légierő, bár számbeli hátrányban volt a németekkel szemben, nem semmisült meg a földön, ugyanis a harci repülőgépek nagy részét még a háború előtt átszállították a nagy légibázisokról kisebb, álcázott repterekre. Csupán néhány kiképző és kisegítő repülőgép semmisült meg a repülőtereken. A támadás első két hetében a Lengyel Légierő igen aktív volt, és okozott is veszteségeket a Luftwaffénak. Lengyelország bukása után a lengyel pilóták nagy része az Egyesült Királyságba menekült, ahol a Brit Királyi Légierő szolgálatába álltak, és részt vettek az angliai csatában. A pilóták egyéni átlagos teljesítményét tekintve a lengyelek lőtték le a legtöbb német gépet az angliai csata során.
- Tévhit: A lengyelek csekély ellenállást tanúsítottak, és az ország gyorsan megadta magát.

Németország viszonylag nagy veszteségeket szenvedett a lengyelországi hadjárat során, főként járművek és repülőgépek tekintetében. A német légierő és páncélos egységek mintegy 40%-a semmisült meg Lengyelországban. A lengyelországi hadjárat mindössze egy héttel tartott kevesebb ideig, mint az 1940-es Franciaország elleni támadás, ahol az angol és francia csapatok létszámban és felszerelésben szinte a németekkel azonos szinten voltak. Lengyelország hivatalosan sohasem kapitulált.
- Tévhit: A német hadsereg új stratégiai koncepciókat alkalmazott.

A Blitzkrieg mítoszát eloszlatta néhány szerző, különösen Matthew Cooper. The German Army 1939–1945: Its Political and Military Failure (A német hadsereg 1939–1945: Politikai és katonai kudarca) című művében a következőt írja: „A lengyel hadjárat teljes ideje alatt a gépesített egységek alkalmazása arra utal, hogy kizárólag a gyalogság támogatására és előrenyomulásának meggyorsítására szánták őket. […] Így tehát a páncélosok stratégiai kihasználására vonatkozó minden ötlet halva született volt. A parancsnokság megbénítása és a morál megtörése nem a […] német szárazföldi és légi erők végső célja voltak, csupán véletlen melléktermékei a gyors bekerítésben és a Luftwaffe bombázásaiban megnyilvánuló hagyományos hadmozdulatoknak, mely utóbbiak célja valójában az ellenséges csapatok fizikai megsemmisítése volt. Ez volt a Vernichtungsgedanke a lengyel hadjáratban.” A Vernichtungsgedanke stratégiája II. Frigyes idejére nyúlt vissza, és a lengyel hadjárat során nem sokban különbözött az 1870-es porosz–francia háborúban vagy az 1914-ben alkalmazott formájától. A harckocsik bevetése „sok kívánnivalót hagyott maga után […] A félelem attól, hogy az ellenség az előrenyomuló csapatok szárnya ellen követ el támadást, a félelem, amely oly katasztrofális hatással volt a német kilátásokra nyugaton 1940-ben és a Szovjetunióban 1941-ben, már a háború kezdetétől jelen volt.” Sok korai háború utáni munka, mint például Barrie Pitt The Second World War (A második világháború) című műve (1966) „az 1918 és 1940 között a katonai technikában elért óriási fejlődésnek” tulajdonította a német győzelmet, kijelentve, hogy „Németország, amely a (két háború közötti brit) elméleteket a gyakorlatba ültette át […] az eredményt Blitzkriegnek nevezte. ” John Ellis Brute Force (Nyers erő) című művében (1990) kijelenti, hogy „helyes Matthew Cooper azon megállapítása, miszerint a páncélos hadosztályok nem olyan stratégiai (kiemelés a szerzőtől) feladatokat kaptak, mint amelyek a valódi páncélos Blitzkrieget jellemezték, és szinte mindig szorosan alárendelték őket a különböző gyalogos hadseregeknek.” Zaloga és Madej The Polish Campaign 1939 (Az 1939-es lengyel hadjárat) című művükben (1985) szintén foglalkoznak a Blitzkrieg mitizált beállításával és a többi fegyvernem fontosságával a hadjárat során. „Míg a szeptemberi hadjáratról szóló nyugati beszámolók a páncélosok és a Stukák sokkoló hatását hangsúlyozták, elhanyagolták a német tüzérség romboló hatását (kiemelés utólag) a lengyel egységekre. A tüzérség, amely mobil volt, és jelentős számban rendelkezésre állt, legalább annyi egységet őrölt fel, mint a Wehrmacht bármely más ága.”

## Magyar vonatkozások

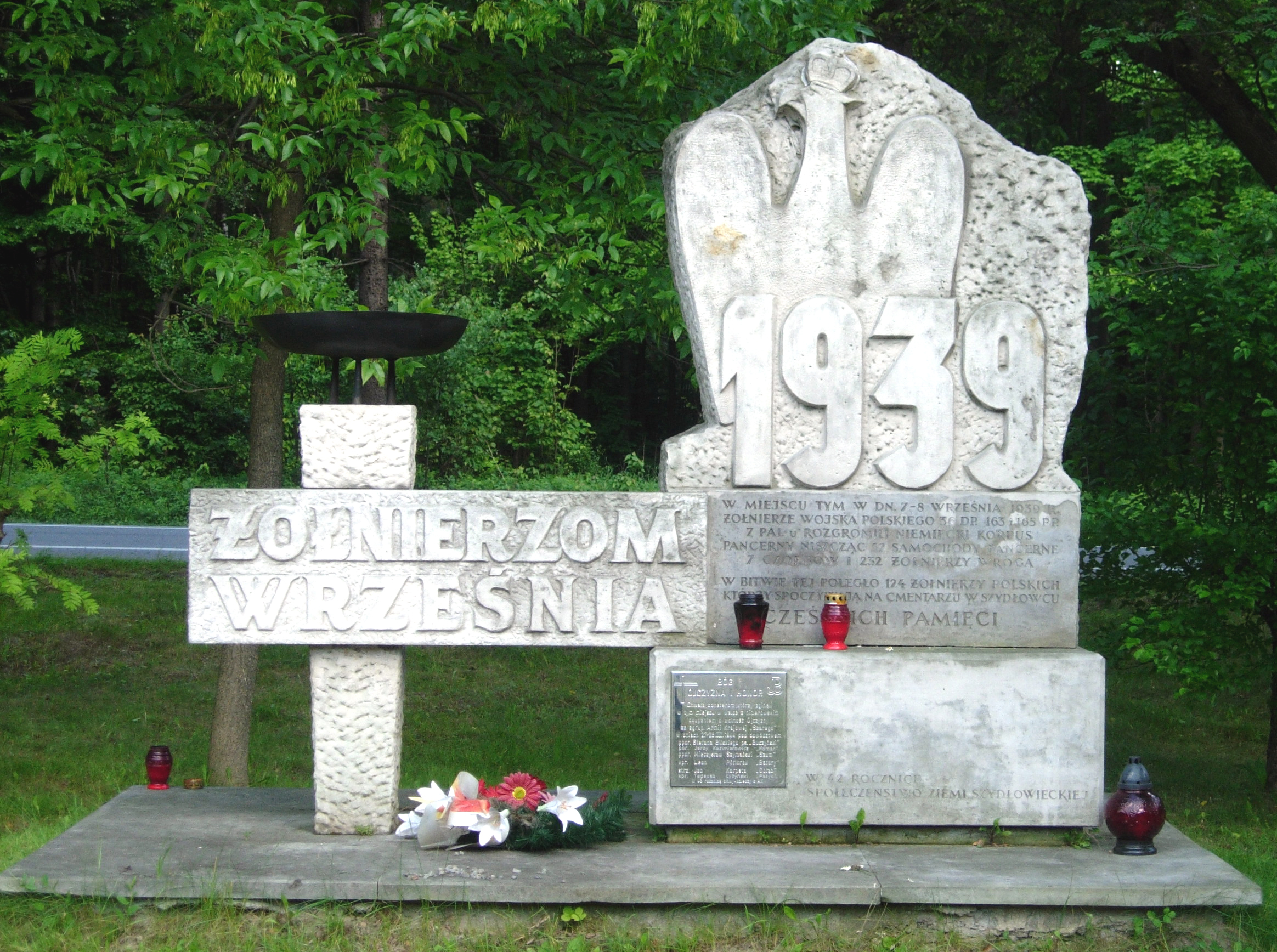

Figyelemre méltó volt gr. Teleki Pál miniszterelnök viszonya Lengyelországhoz. A Harmadik Birodalom Lengyelország megtámadásához fel kívánta használni a kassai vasútvonalat, ezért megkérdezték a magyar kormányt, hogy lehetséges lenne-e Lengyelország megtámadása Magyarország területéről. Teleki Pál egyértelmű válasza (a sok százéves lengyel-magyar barátságnak megfelelően) így szólt: „Magyarország részéről nemzeti becsület kérdése az, hogy ne vegyen részt semmiféle agresszióban Lengyelország ellen (...), ennek folytán semmi körülmények között nem engedhetjük meg német csapatok magyarországi vasútvonalakon történő átszállítását Lengyelországba.” Mondta ezt azok után, hogy a Harmadik Birodalom aktívan támogatta a magyar revíziós törekvéseket, amelyek révén 1938 novemberében visszakerülhetett Magyarországhoz a Felvidék és Kárpátalja zömmel magyarok lakta déli része (első bécsi döntés), majd 1939 márciusában pedig Kárpátalja további része, egészen az „ezeréves” határokig (és ezzel Magyarország közvetlenül határossá vált Lengyelországgal). Németország ezek után joggal várt „hálát” a magyar kormánytól.
A magyar- lengyel határon 1939. szeptember 10-én jelentek meg az első lengyel menekültcsoportok. Szeptember 21-én – amikor a kormány hivatalosan is megnyitotta a határt a lengyelek előtt – már mintegy 40 000 lengyel menekült volt Magyarországon A magyar kormány a lengyel összeomlás után – vállalva a berlini kormány további neheztelését a polgári menekültek mellett teljes katonai egységek előtt is megnyitotta a határt. A katonákat tisztelettel, tapintattal lefegyverezték (a fegyverek és a hadianyag egy részét később Finnország megsegítésére küldték a szovjet agresszió elhárítására), és lehetővé tették továbbutazásukat egy harmadik országba, ahol újból bekapcsolódhattak a Németország elleni háborúba. A Magyarországon hosszabb-rövidebb ideig maradó lengyel menekülteknek pedig a magyar hatóságok a lehetőségekhez képest a messzemenőkig biztosították a lehetőségeket, hogy „vendégként” érezzék magukat hazánkban (Magyarország közvetlen német megszállásáig lengyel iskolák és szervezetek működtek hazánkban – később a lengyelek Balatonbogláron szobrot állíttattak Telekinek, valamint Varsóban egy utca viseli a nevét). A Lengyelország elleni német, szlovák, orosz agresszió során csak Magyarország nyújtott segítséget a lengyeleknek. Az érvényes szövetségi szerződéseket Nagy-Britannia, Franciaország és Románia nem tartotta be.

### Weboldalak
- masodikvh.hu
- Német filmhíradó 1939.09.07. (német hang, magyar felirat)
- Német filmhíradó 1939.09.14. (német hang, magyar felirat)
- Német filmhíradó 1939.09.20. (német hang, magyar felirat)
- Német filmhíradó 1939.09.27. (német hang, magyar felirat)
- Német filmhíradó 1939.10.04. (német hang, magyar felirat)
- Lengyelországi hadjárat 1. rész (német hang, magyar felirat)
- Lengyelországi hadjárat 2. rész (német hang, magyar felirat)
- A hadjárat részletes leírása, főként német dokumentumok alapján (angol)
- Második világháborús újságok online gyűjteménye – A lengyelországi hadjárat (angol)
- A lengyelországi hadjárat a WorldWar2 Database oldalán (angol)
- Német statisztikák, köztük a lengyelországi veszteségekkel (angol)
- A hadjárat veszteségei és további statisztikák Archiválva 2008. július 8-i dátummal a Wayback Machine-ben (angol)
- Fall Weiß – Lengyelország bukása (angol)
- Az Egyesült Királyság és Lengyelország között kötött Kölcsönös segélynyújtási egyezmény (angol)
- Rádió jelentés a lengyelországi támadásról és Német rádióadás, melyben a támadást védelmi hadműveletként jelentik be (angol)
- A BBC híre a német támadásról (angol)
- A második világháborúnak szentelt BBC oldal (angol)
- Halford Mackinder's Necessary War – Tanulmány a Lengyelország elleni támadásról (angol)
- Lengyelország megszállása (szerb)

## Fordítás
- Ez a szócikk részben vagy egészben  az   Invasion of Poland (1939) című angol Wikipédia-szócikk ezen változatának fordításán alapul.  Az eredeti cikk szerkesztőit annak laptörténete sorolja fel. Ez a jelzés csupán a megfogalmazás eredetét és a szerzői jogokat jelzi, nem szolgál a cikkben szereplő információk forrásmegjelöléseként.